# Sollières-Sardières
Sollières-Sardières ou Val-Cenis Sollières-Sardières est une ancienne commune française située dans le département de la Savoie, en région Auvergne-Rhône-Alpes.
Elle fusionne le 1er janvier 2017 avec les communes de Bramans, Lanslebourg-Mont-Cenis, Lanslevillard et Termignon pour former la commune nouvelle de Val-Cenis.
Commune du parc national de la Vanoise, en vallée de Haute-Maurienne, à proximité de l'Italie (6 km), elle s'étend à cheval entre les socles cristallins du massif de la Vanoise et du Mont-Cenis. Sollières-Sardières est composée de quatre villages, ou hameaux : au nord, les deux villages de Sollières l'Endroit (1 300 m d'altitude, en rive droite de l’Arc) et Sollières l'Envers environ 1 280 m (rive gauche) ; au sud-ouest, Sardières est situé sur un plateau (1 500 m d'altitude, rive droite, à 5 km au nord-ouest) et le Châtel, au sud, au bord de l'Arc sur la rive gauche. Ce hameau en grande partie déserté à partir de 1860 connait un nouvel essor depuis les années 1960. Partiellement restauré aujourd’hui, certaines maisons, réhabilitées, sont principalement des résidences secondaires.

## Géographie

### Localisation

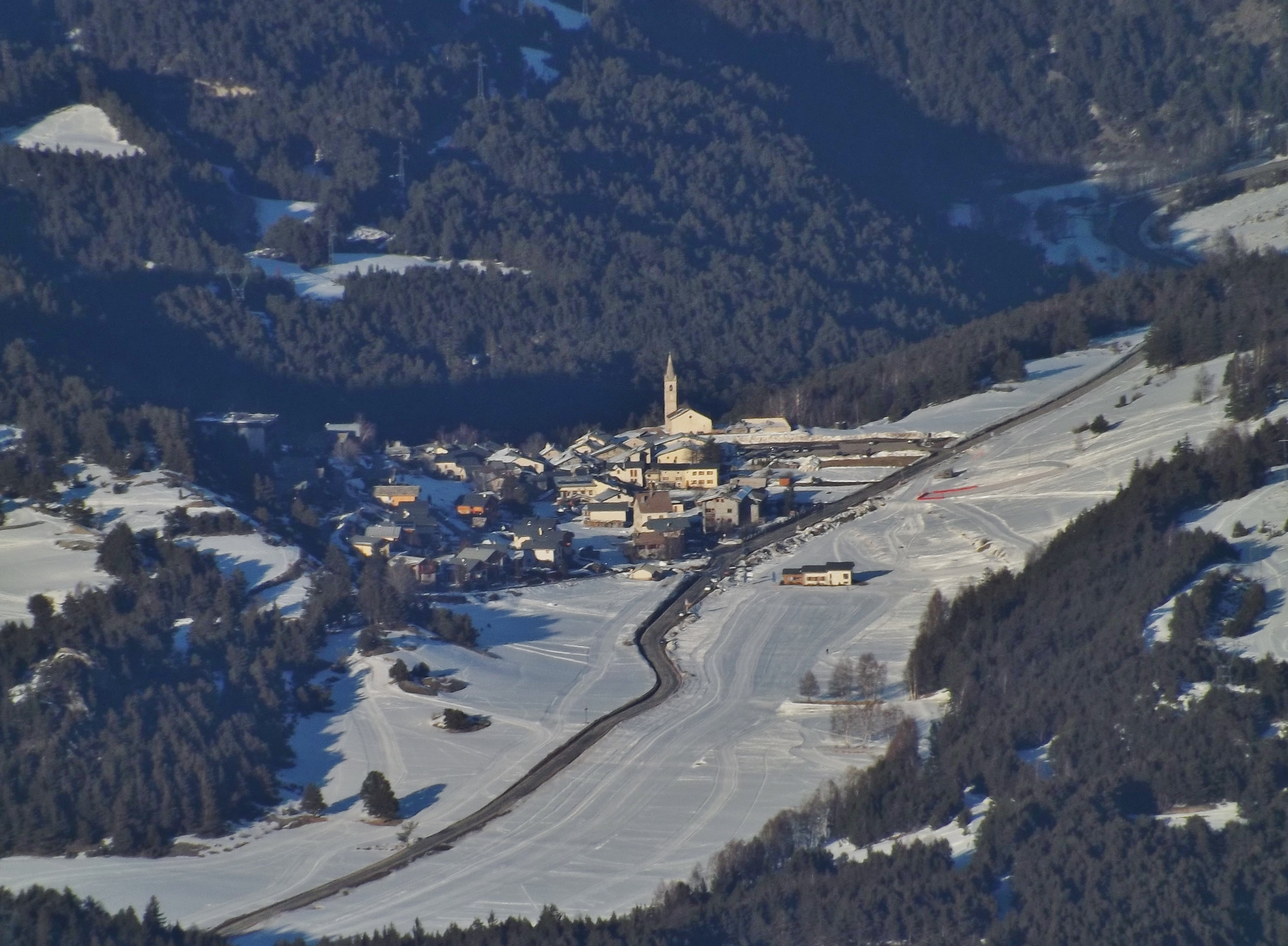
Le village de Sardières en hiver.

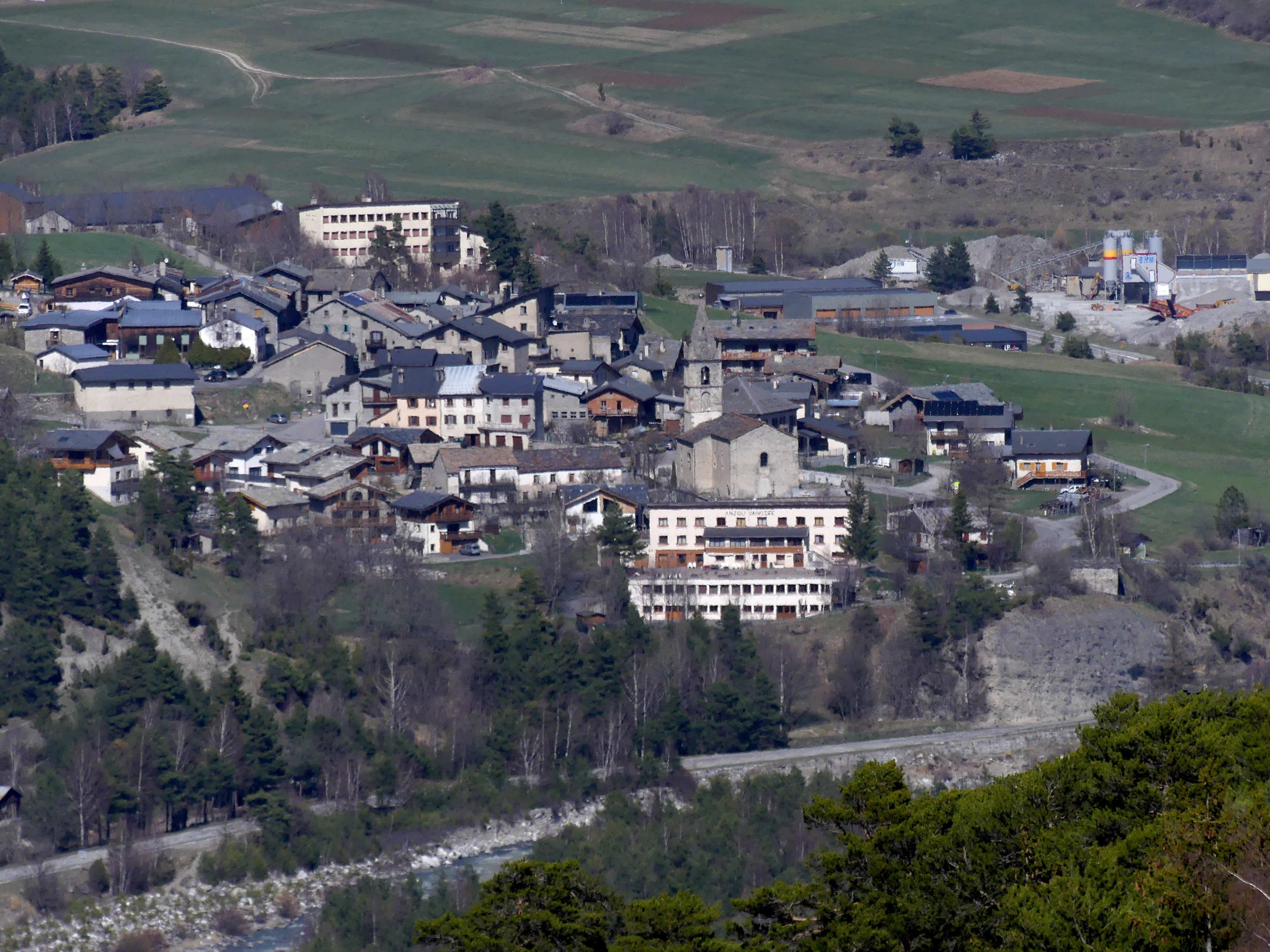
Le village de Sollières vu de Sardières

La commune de Sollières-Sardières se situe en Haute-Maurienne, à près de 90 km de l'entrée de la vallée, au-delà du verrou glaciaire de la barrière de l'Esseillon, et des profondes gorges de l'Arc. Les habitants sont répartis en quatre hameaux, profitant de l'élargissement de la vallée formé par un cône de déjections d'orientation nord-sud, s'étirant de Bramans à Termignon. Cette formation offre une excellente exposition au soleil, un relief propice à la culture en terrasse, clapiers d’épierrage, et biefs (canaux d’irrigation).
Du fait de la longueur exceptionnelle de cette vallée intra-alpine, et du relief qui isole la Haute-Maurienne, les habitants de cette région vivent dans une certaine autarcie, qui se reflète toujours dans l'architecture des habitations dont les murs en pierres et toits de lauzes sont la caractéristique la plus visible.
Sardières est niché sur un petit plateau légèrement en aval et en balcon avec le Châtel, lui faisant pratiquement face. Sollières l'Envers se situe sur l'envers ou ubac et Sollières l'Endroit sur l'endroit ou adret de la vallée ; séparés par l'Arc, ils sont reliés par un pont. De nombreux chemins piétonniers relient les villages de Sollières et Termignon ; il existe une continuité urbaine entre ces trois villages du fait de leur proximité.
Ces villages sont implantés à 1 300 mètres d'altitude légèrement au-dessus du talweg, afin d'être protégés des crues dévastatrices du torrent au printemps et en automne, ou lors de tempêtes de foehn, facilitées par un fond de vallée à très faible déclinaison dans ce secteur. Situés au cœur de la Haute-Maurienne, ils sont dominés par la Dent Parrachée, culminant à 3 697 mètres côté Vanoise et les flancs du mont-Cenis sur la rive gauche. Par beau temps, on profite d'une vue imprenable depuis le fond de la vallée sur le sommet de la "Parrachée" et son glacier, malgré un dénivelé de 2 400 mètres. Ce différentiel important, combiné à de très fortes pentes montagneuses, a toujours représenté un danger d'avalanche important pour les hameaux.
Sollières-l'Endroit est par ailleurs établi sur un couloir d'avalanche qui a été dévié pour garantir la sécurité des habitants.
Depuis la route menant au village de Sollières, on peut également contempler les neiges éternelles de la Grande Casse, point culminant du département.
Au nord-ouest, le dôme de l'Arpont, atteignant 3 601 m, et les glaciers de la Vanoise, font face à l'est au Grand roc Noir et au glacier du Vallonet, l'ensemble surplombant la commune. 
Sur l'autre versant, le massif du Mont-Cenis constitue la barrière sud de la commune, avec la pointe de Ronce, à l'est. Le signal du Petit Mont-Cenis atteignant 3 162 m, domine directement les hameaux faisant face à la Dent Parrachée. Depuis le traité de Paris de 1947, la circonscription a vu son territoire s'agrandir, intégrant des alpages redescendant sur la combe du lac du Mont-Cenis, passé du côté italien après le annexion de la Savoie du traité de Turin de 1860.
Au sud-ouest, depuis le fond de la vallée, la vue se ferme par les imposants pics de la pointe du Notaire, à 3 269 m, et l'aiguille de Scolette, atteignant 3 506 m, masquant ainsi la haute ligne de crête frontalière formée par le massif cristallin d'Ambin. Les sommets tels que les dents d'Ambin, la pointe Sommeiller ou bien encore le mont Giusalet et leurs glaciers s'offrent à la vue des randonneurs souhaitant gravir le Mont Froid ou la pointe de Bellecombe, sommet méridional de la commune à l'abrupte falaise de quartzite.

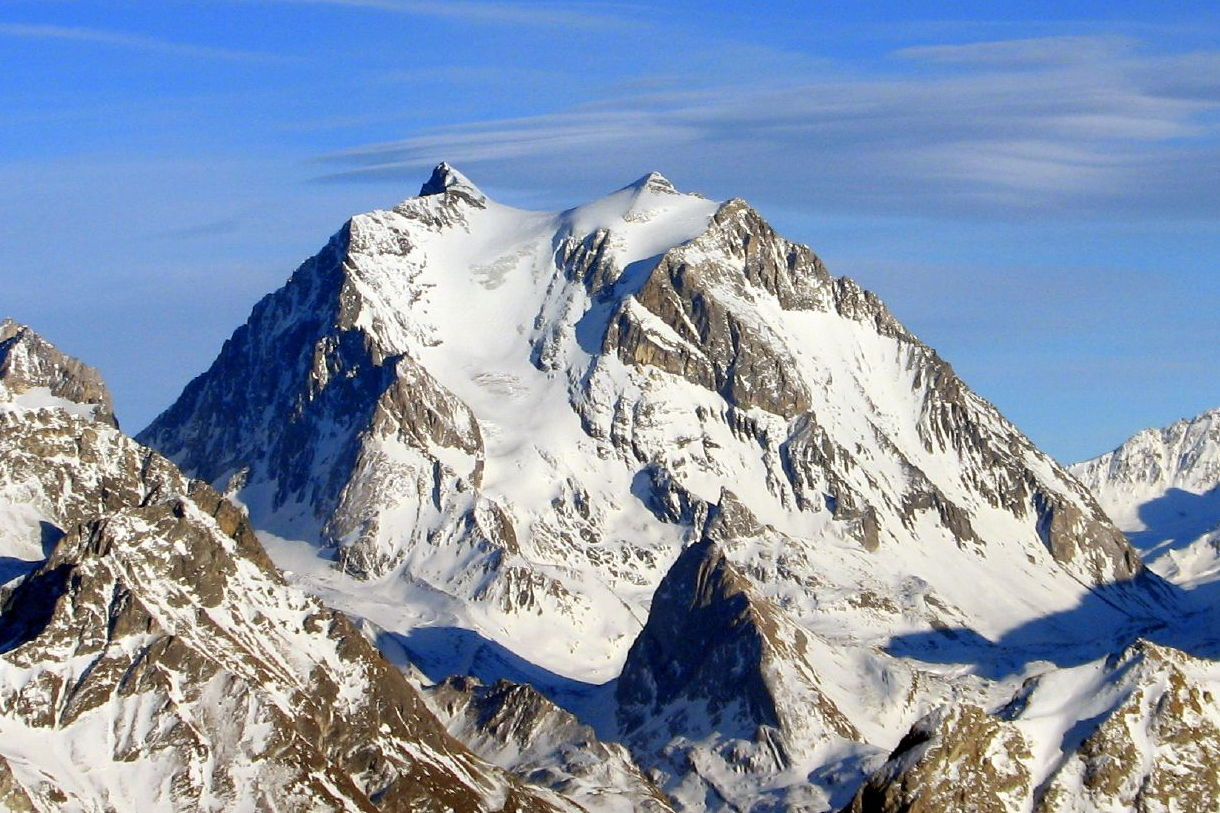
La Grande Casse, point culminant de la Maurienne, dans le parc national de la Vanoise et limite nord de la commune.
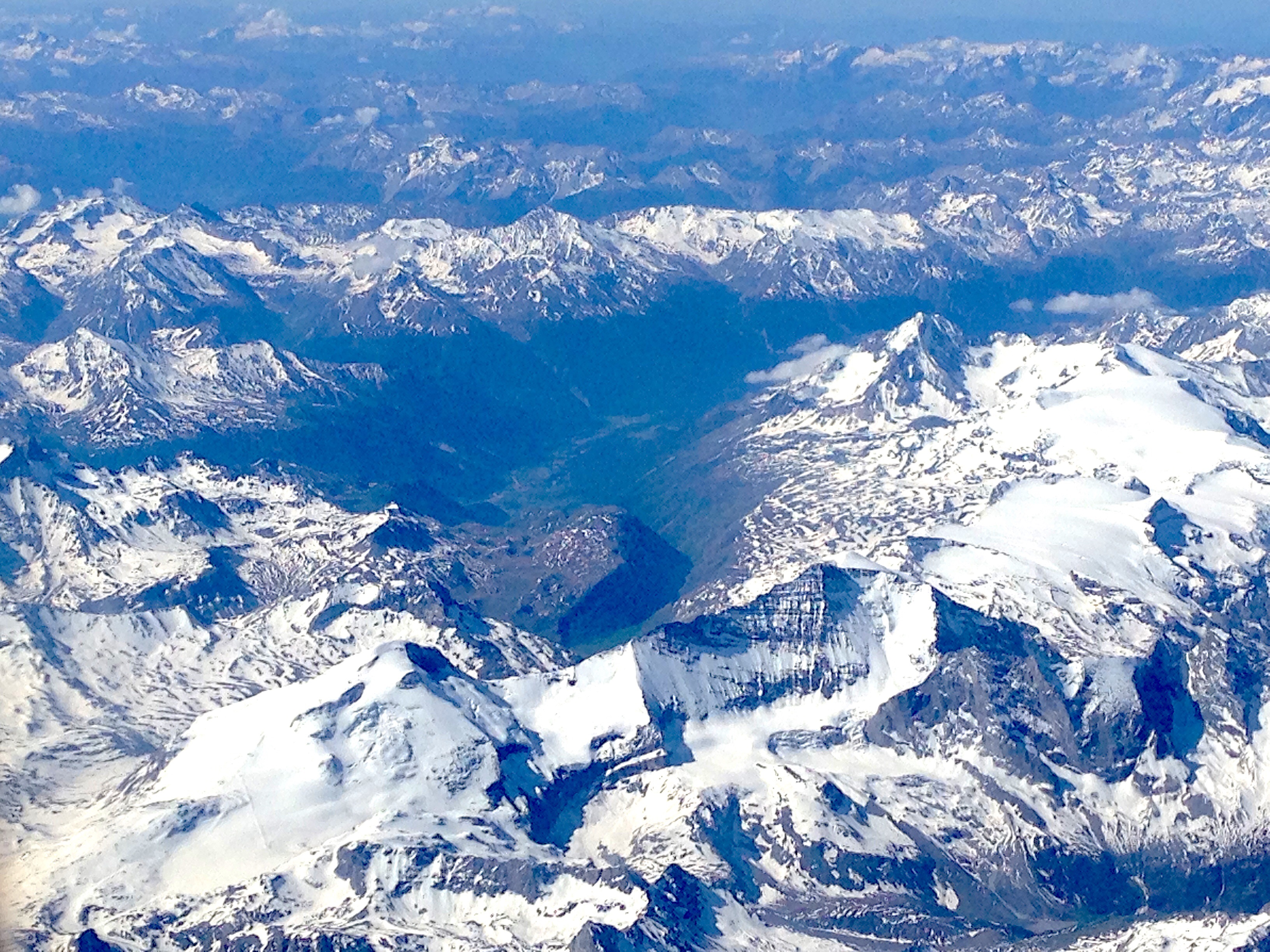
Vue aérienne du cône de déjection de Termignon-Sollières-Sardières, entre les massifs et glaciers de la Vanoise et du Mont-Cenis.
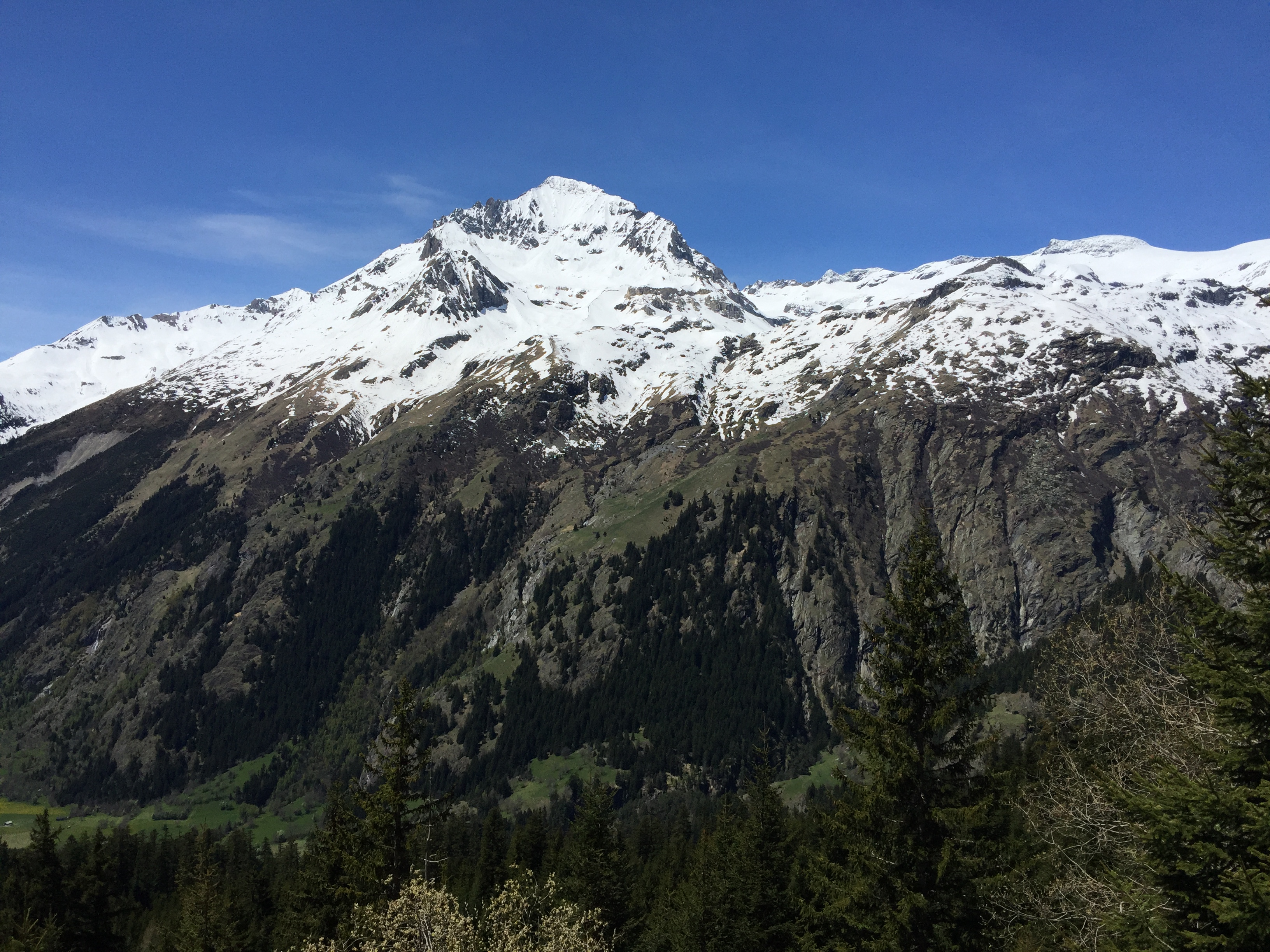
Dent Parrachée et glaciers de la Vanoise, surplombent les villages.

### Communes limitrophes
| Termignon (Val-Cenis) | Sollières-l'Endroit Sollières-l'Envers | Lanslebourg-Mont-Cenis (Val-Cenis) |

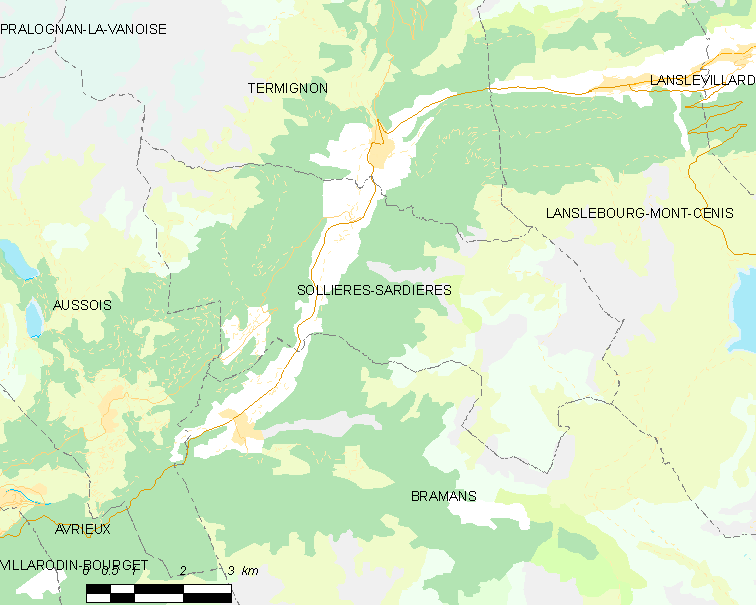
Plan de la commune.

|                       | Sollières-Sardières (Val-Cenis)        |                                    |
| Aussois Sardières     | le Châtel                              | Bramans (Val-Cenis)                |

La commune appartenait au canton de Lanslebourg-Mont-Cenis et, depuis le redécoupage territorial de 2014, au canton de Modane.
La totalité du territoire est situé dans le parc national de la Vanoise et son aire optimale d'adhésion.

### Géologie et relief

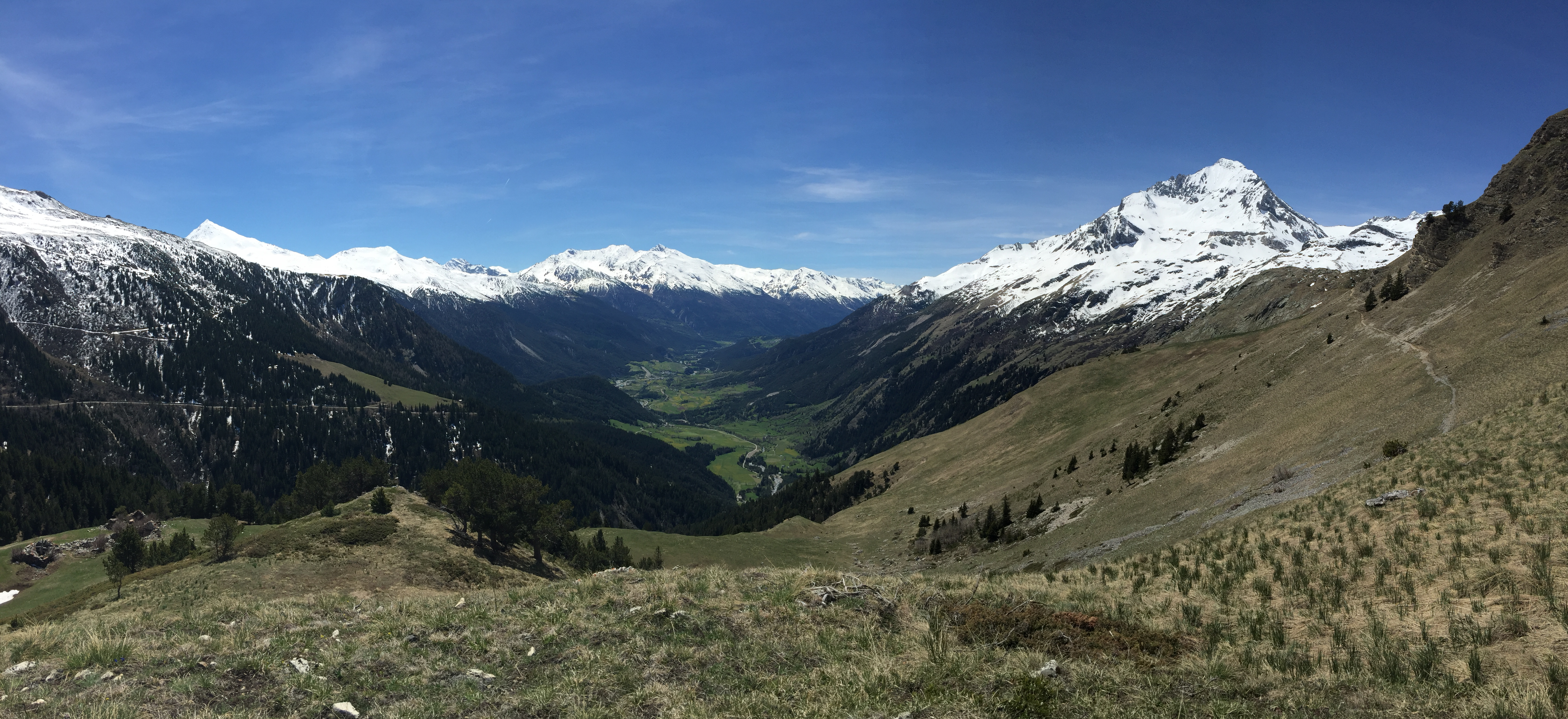
Le village est installé au creux d'un cône de déjection

La commune s'étire à cheval sur deux socles cristallins, dans les Alpes internes. L'imposant et profond socle de la Vanoise, dit cristallin, rencontre le socle du massif interne du Grand Paradis, dans la partie la plus orientale de la vallée. Le socle cristallin d'Ambin forme une continuité géologique et se superpose à la Vanoise en constituant les massifs de la barrière sud. À cela viennent s'ajouter les massifs de schistes lustrés, tels ceux de la pointe de Ronce, de la pointe de Charbonnel ou de l'aiguille de Scolette. La commune s'étire sur l'unité des massifs cristallins Grand-Saint-Bernard / Vanoise /Ambin, allant du Valais au val de Suse. Elle est partagée entre le massif de la Vanoise sur la rive droite de l'Arc, et le massif du Mont-Cenis sur la rive gauche.
On y trouve donc  une  grande variété de roches métamorphiques, allant du gneiss et micaschiste, en passant par la quartzite, les schistes bleus, verts et lustrés (calcschistes), mais aussi des amphibolites (plus présentes sur le versant du Mont-Cenis), ainsi que des filons de roche magmatique,.
Une carrière exploite une roche magmatique à grain fin et bleuté (porphyres schisteux). Ces roches destinées à l'ornement sont situées sur le versant du massif du Mont-Cenis.
La commune et toute la région de Val Cenis est connue pour ses importants gisements de serpentinite. Une carrière a été exploitée jusque récemment entre Termignon et Sollières. Mais les risques liés à l'amiante présent en grande quantité dans cette roche ont poussé les autorités à fermer le site.

La commune est assise à cheval sur les socles cristallin d'Ambin (au premier plan) et de la Vanoise (massif et glaciers de la Chavière visibles au fond à droite).

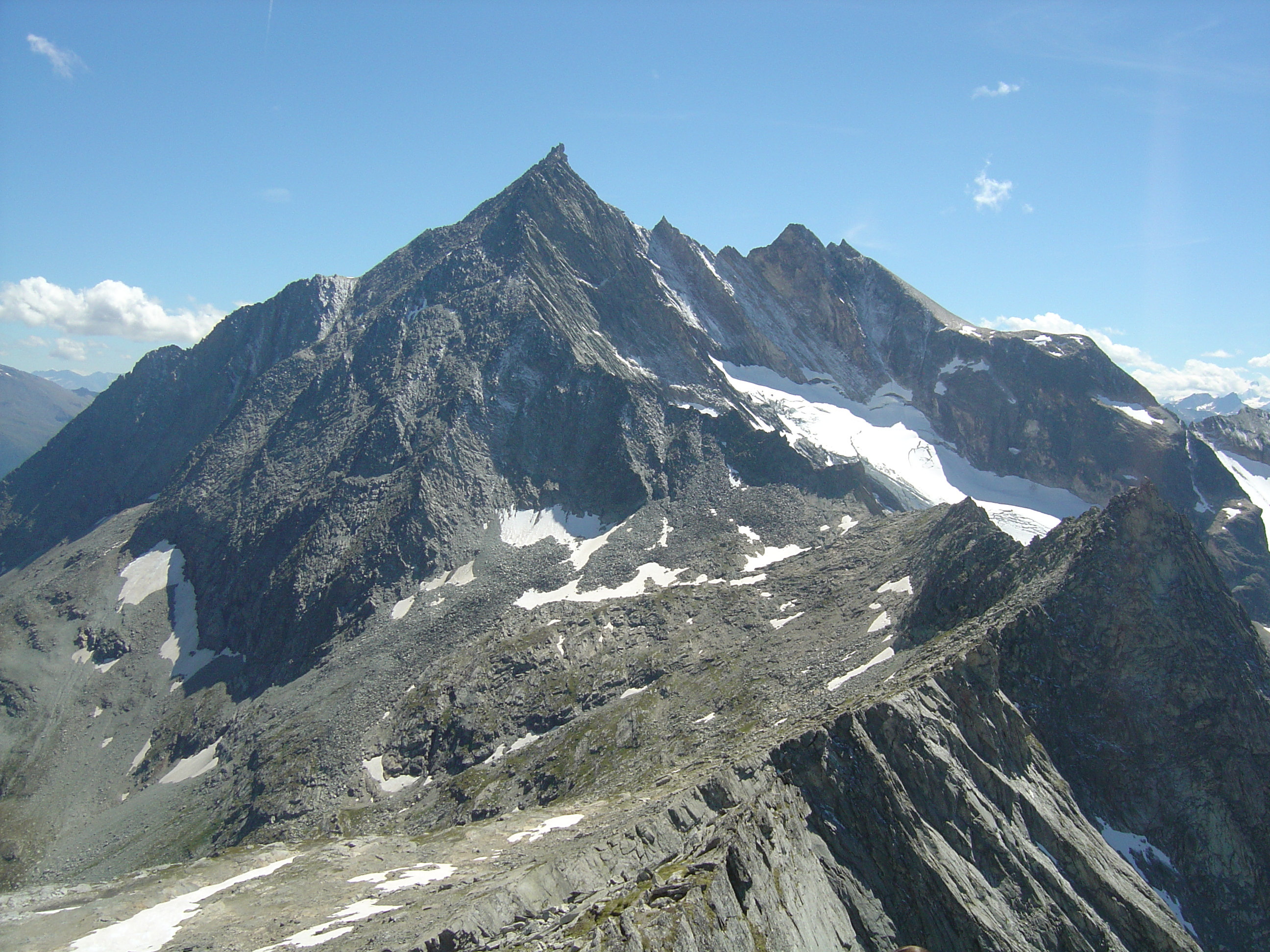
Vue de la pointe de l'Échelle (3 422 m) depuis la pointe de l'Observatoire (3 015 m), constituée de roches métamorphiques offrant un relief escarpé
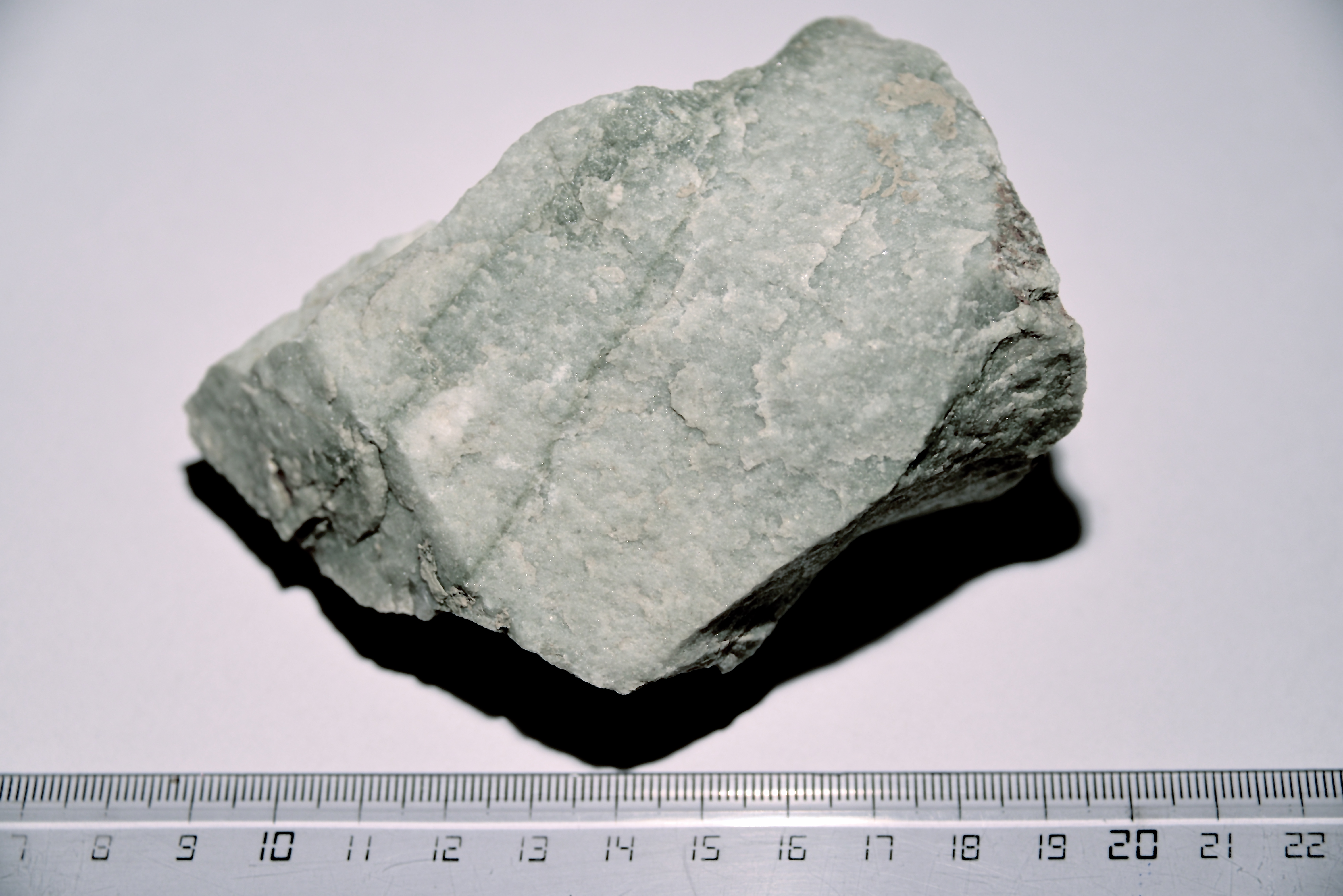
Metaquartzite à niveaux phylliteux (phengite, chlorite), provenant des pentes de la Dent Parrachée
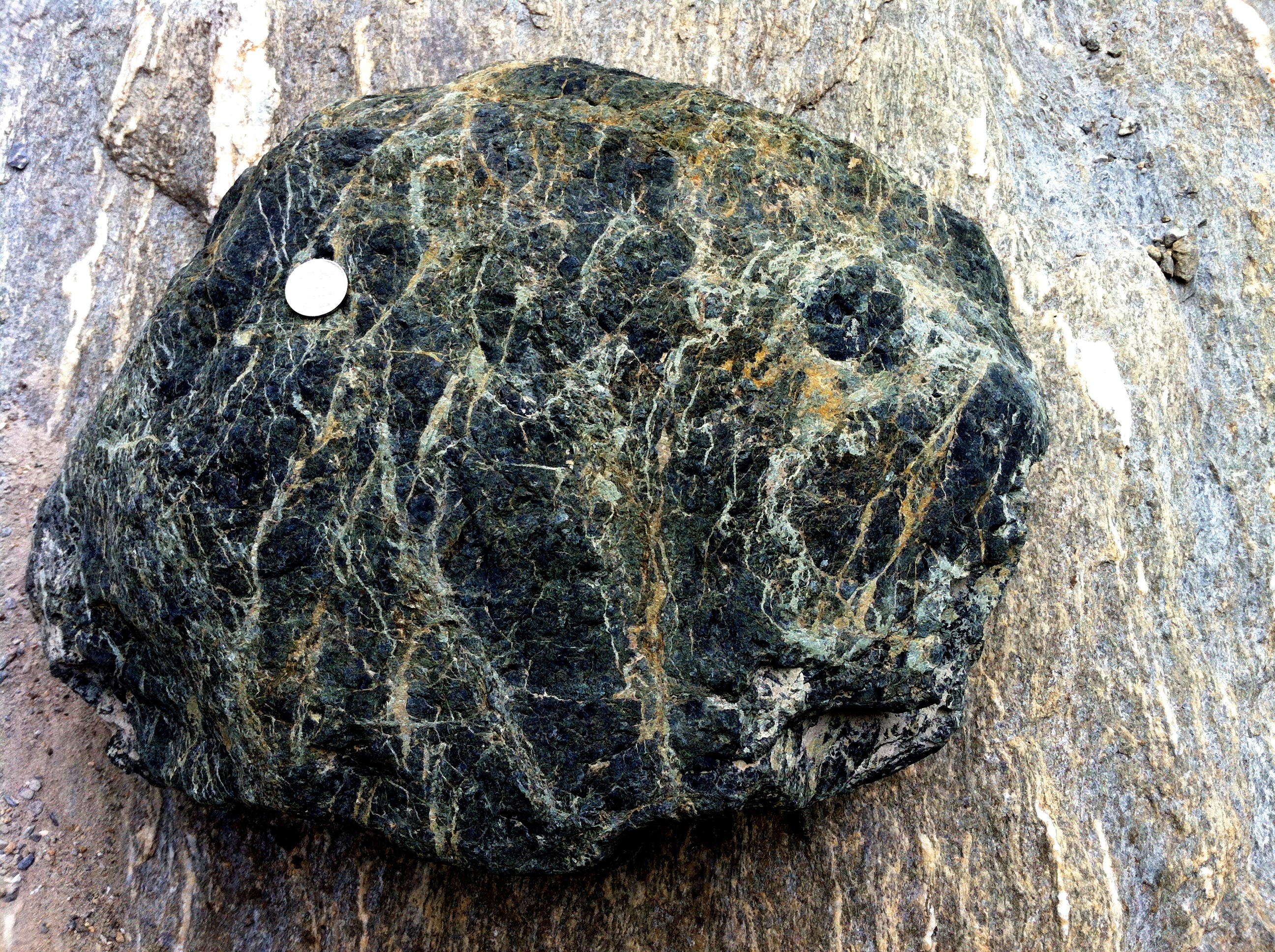
Bloc de Serpentinite provenant du flanc nord du massif du Mont-Cenis
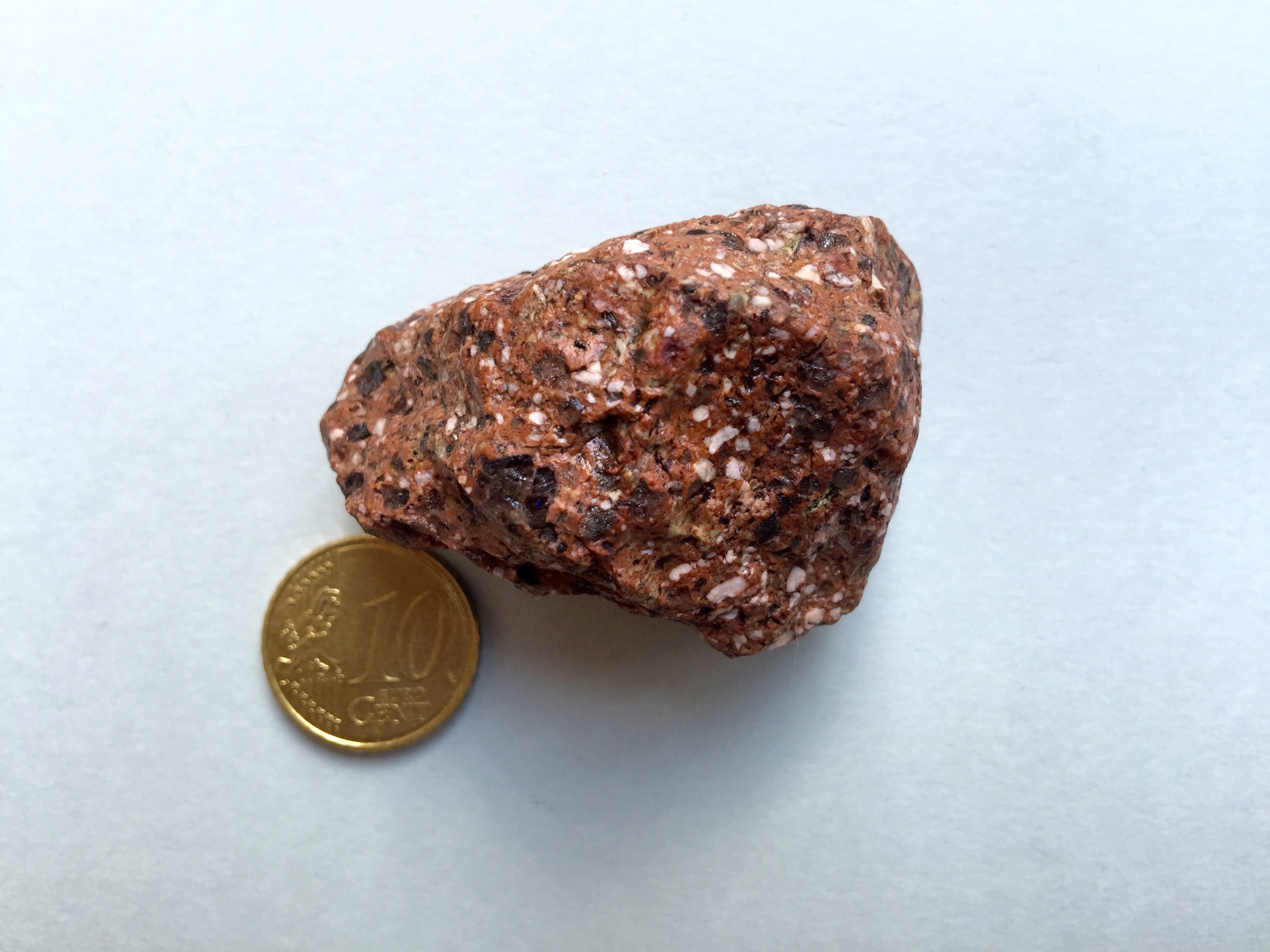
Porphyre rouge antique (rhyolite), gisement du versant du Mont-Cenis
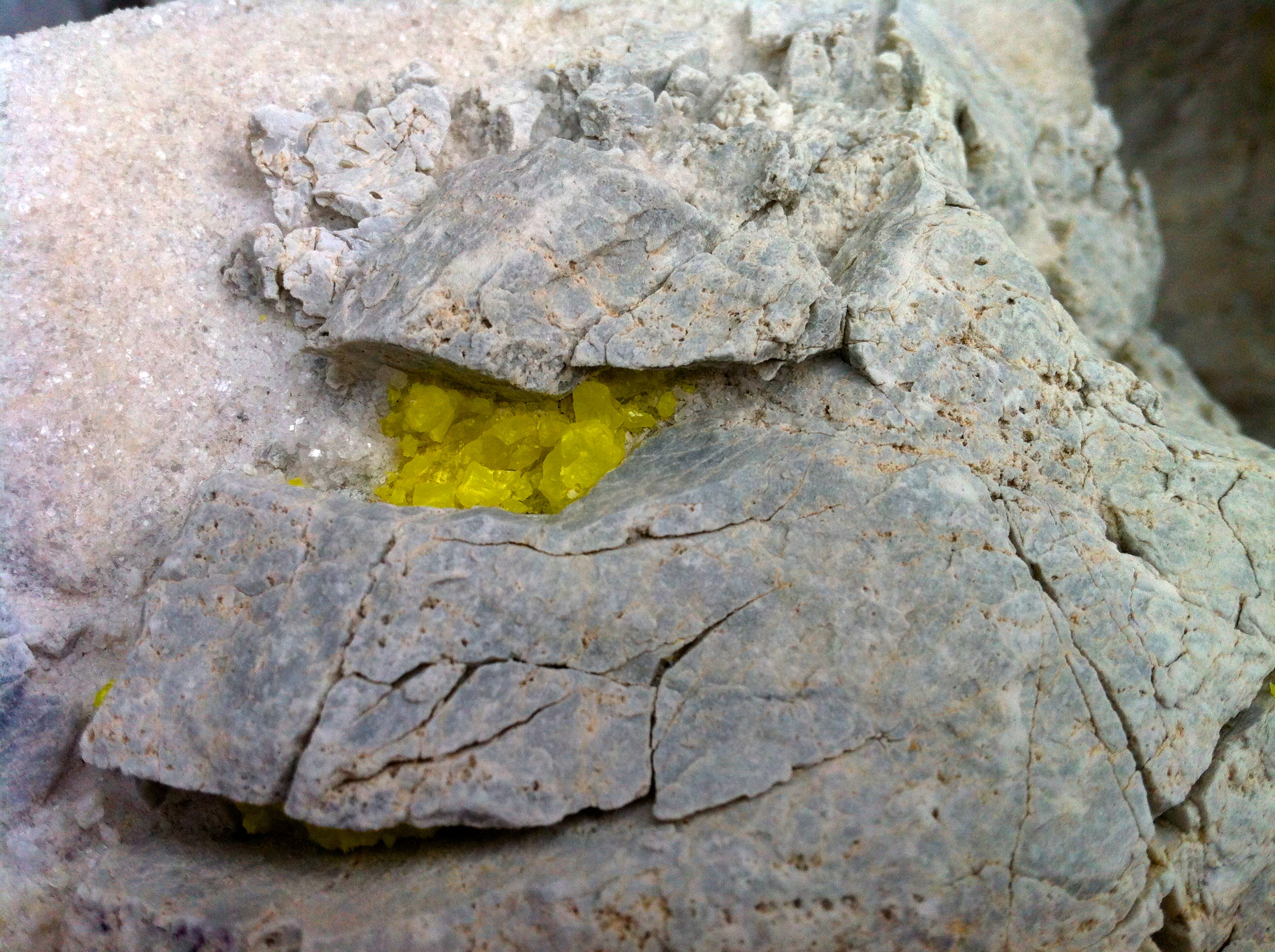
Cristaux de soufre (jaune) et de calcite (blanc)
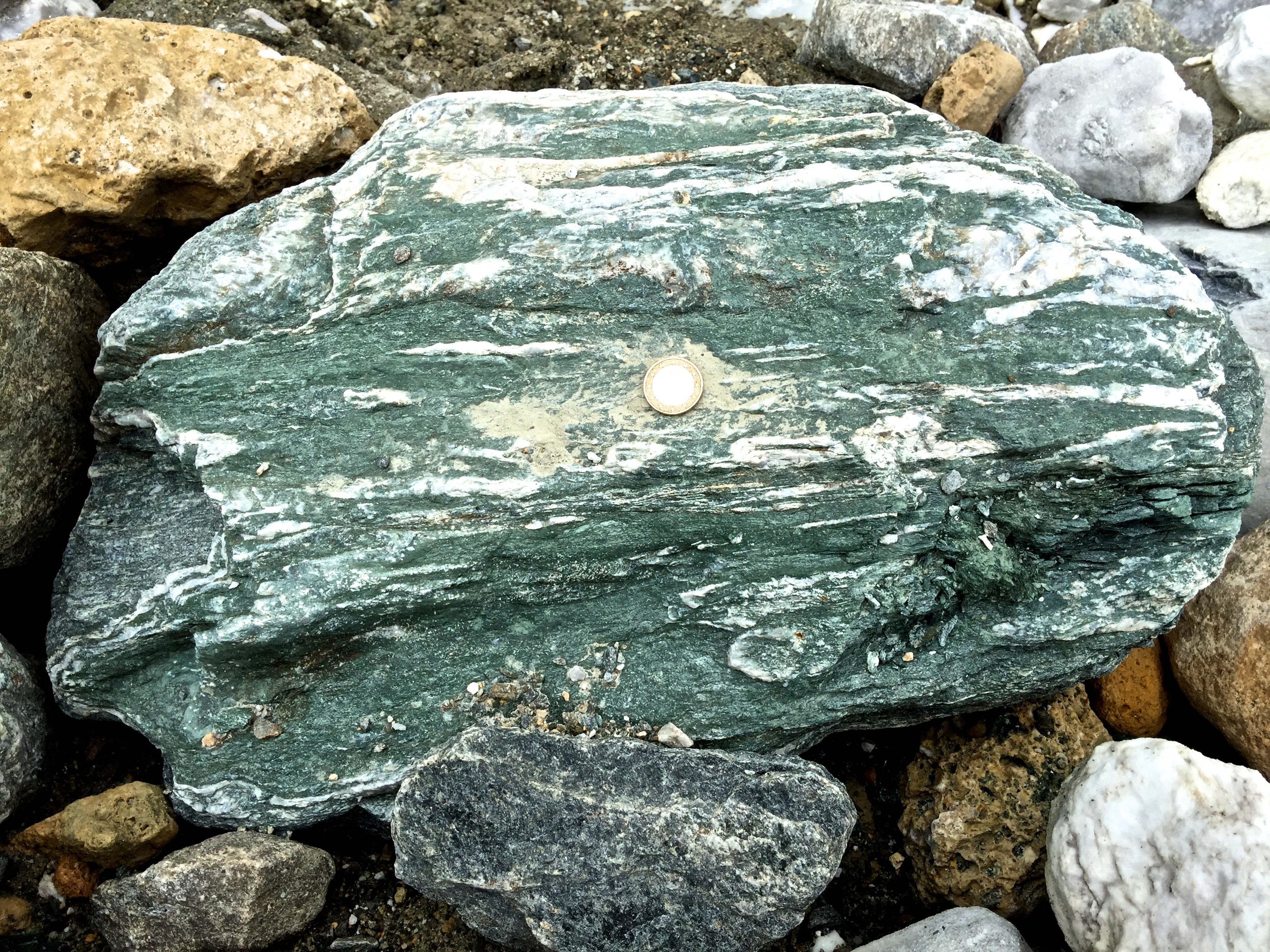
Prasinite (schiste vert) veinée de quartz, gisement du Mont-Cenis
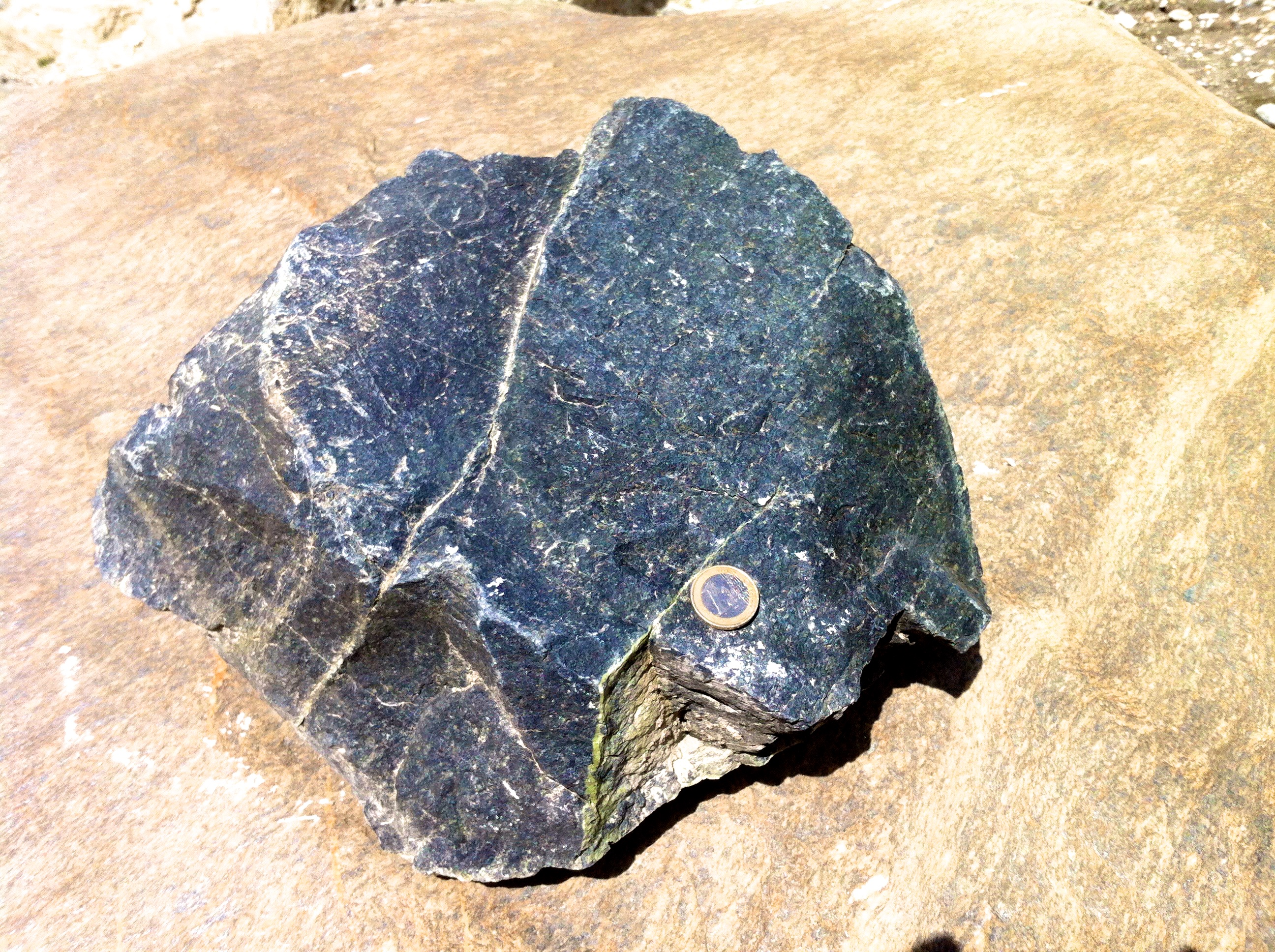
Roche verte, gisement du Mont-Cenis
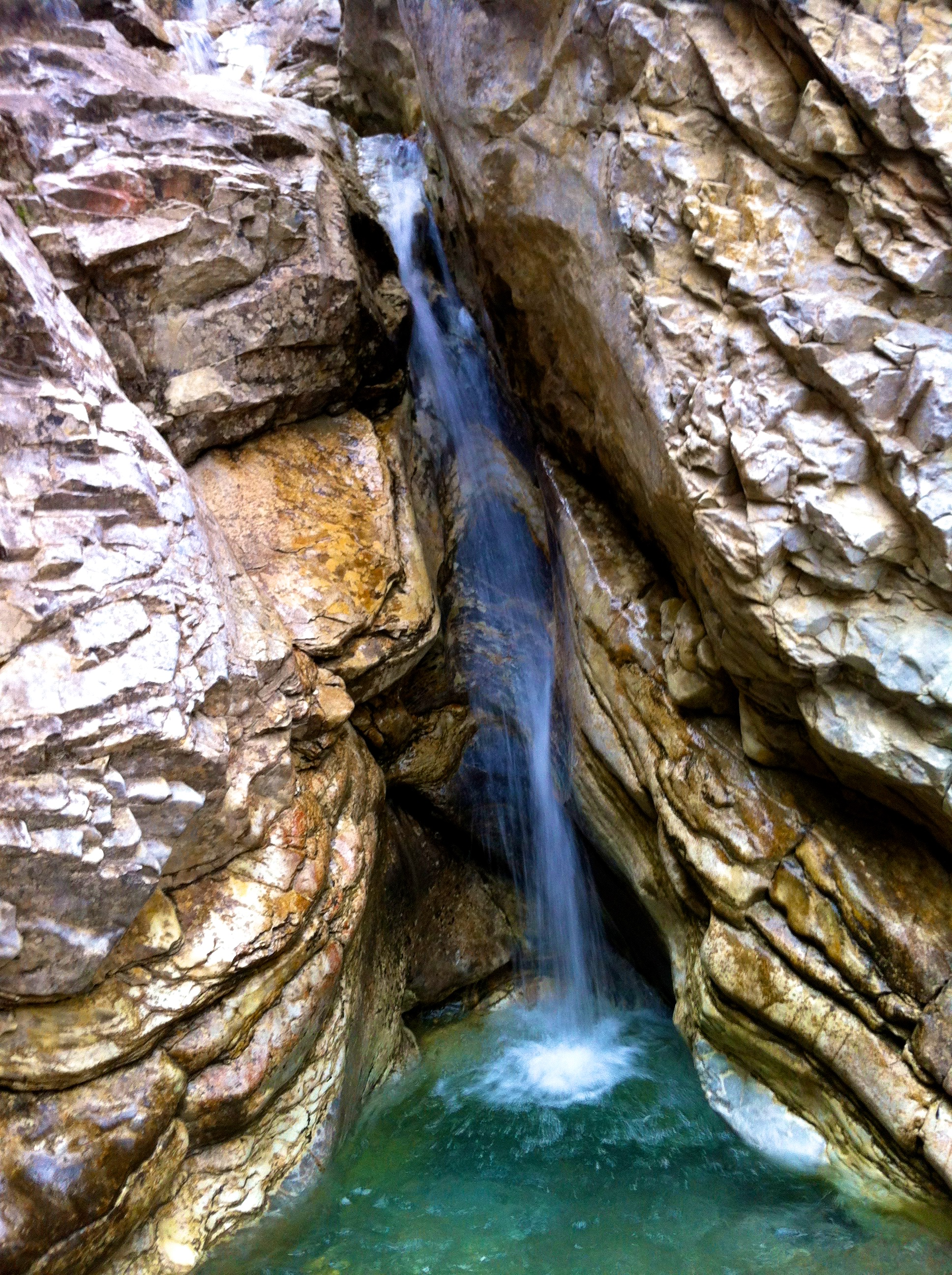
Cascade traversant des couches de dolomie, de calcaire cristallin et de prasinite
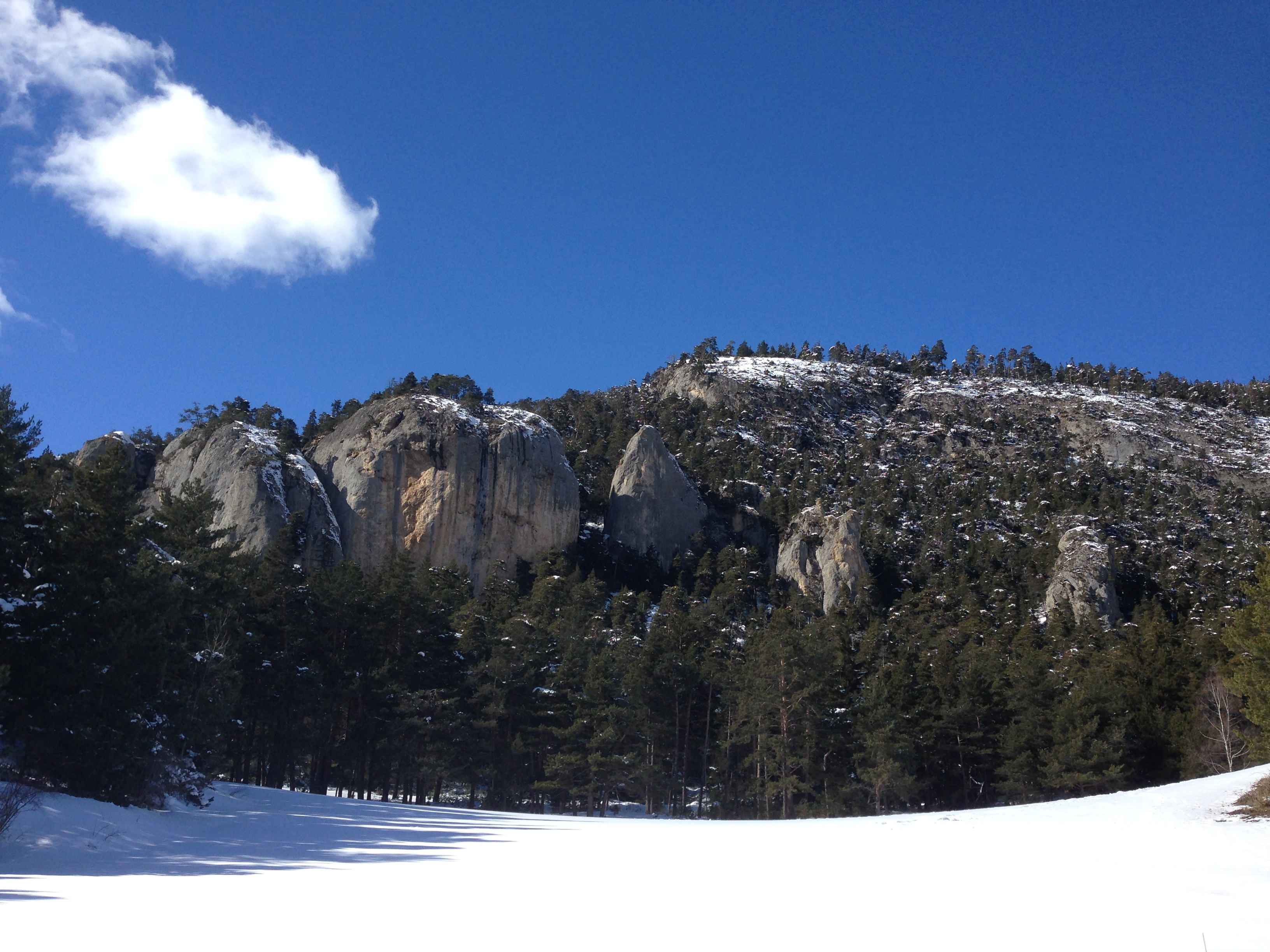
Monolithes en dolomie dans une forêt de pins à crochets entre Sardières et Sollières l'Endroit.

Cette diversité offre à la fois une grande richesse de reliefs entourant la commune, mais aussi de végétation qui se développe grâce aux différents types de sols que ces roches offrent.
D'un versant à l'autre, on peut donc trouver des espèces végétales totalement différentes du fait de la nature plus ou moins acide des terrains. Les massifs environnants ont pu conserver une importante couverture sédimentaire, principalement faite de gypse, qui donne un aspect imposant aux différents massifs.
Ces importants gisements de gypses ont été  exploités jusqu'au début du XXe siècle pour la fabrication de plâtre et produits de construction. L'enduit alors très prisé a largement servit pour la décoration des façades d'habitation. Les maisons traditionnelles reflètent cette richesse, les murs étant constitués de quartzite et de gneiss, les toitures recouvertes de lauzes (calcschiste, gneiss et micaschiste), bardage de mélèze et enduit pour les façades. Cette profusion de roches, dans un secteur aussi limité, attire géologues et botanistes.

#### Risques

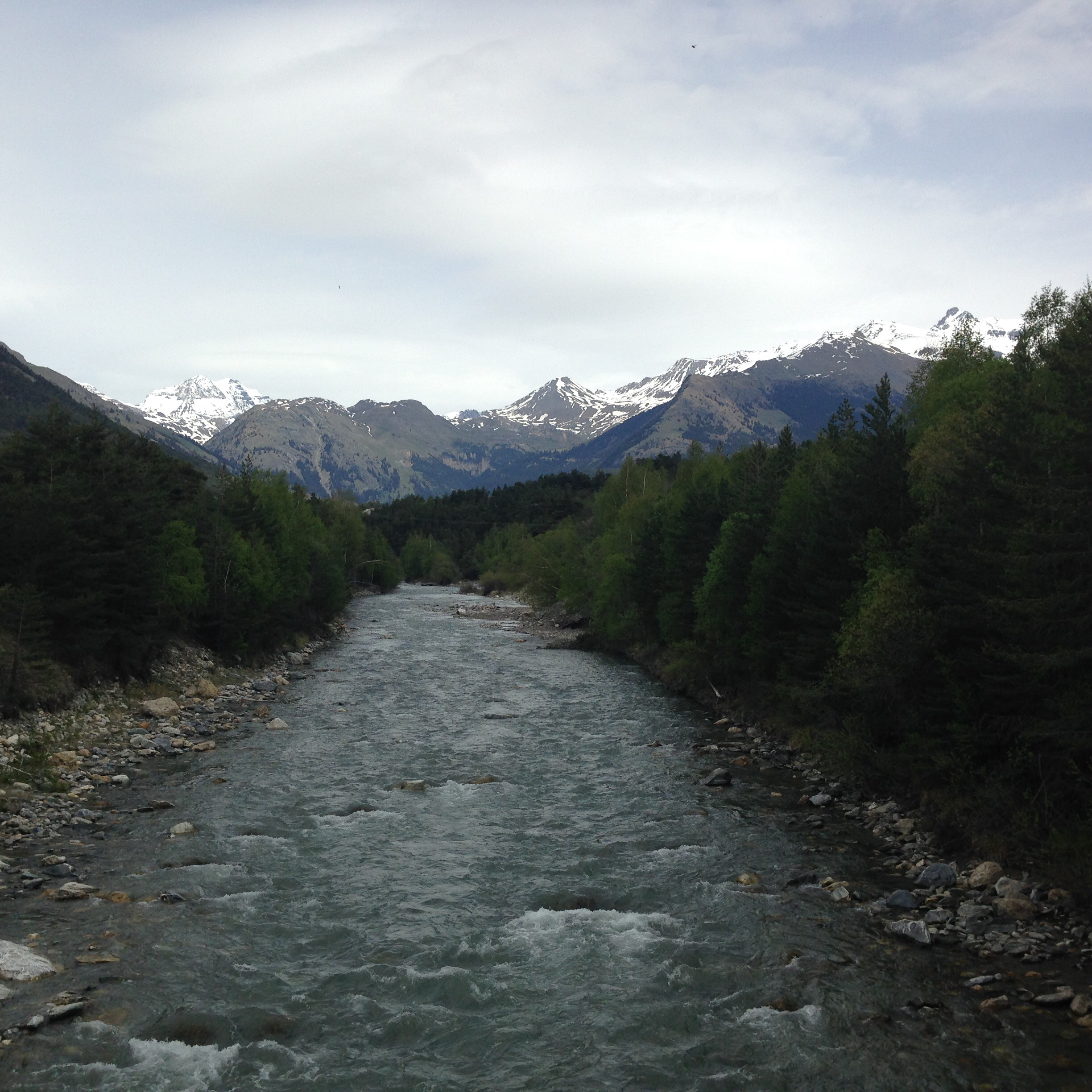
L'Arc, paisible, peut rapidement devenir incontrôlable.

La commune, entourée de sommets abrupts, est vulnérable aux éléments naturels. De grands travaux ont été effectués et sont régulièrement entretenus  pour protéger les villages des avalanches et des crues provenant des hauteurs. Le souvenir de l'avalanche de 1817 qui détruisit une partie de Sollières-l'Endroit et son église reste vif. Le couloir d'avalanche formé par le lit du torrent de Bonne Nuit surplombant le hameau a été aménagé pour contenir les coulées de neige renforcées par le fort dénivelé. De la même manière, le lit de l'Arc, et le torrent de l'Envers font l'objet d'attentions constantes pour maîtriser les crues printanières et automnales potentiellement dévastatrices.

### Hydrographie
Le hameau de Sollières-l'Envers est sous la menace permanente de son torrent. En juin 1992, une catastrophe hydrologique est évitée de justesse grâce à l'intervention rapide des services de l'Équipement : une crue soudaine ayant créé un réservoir artificiel de rétention menaçait les villages en aval d'une inondation catastrophique. Depuis lors, ce cours d'eau est l'objet d'une attention constante et de travaux d'aménagement afin de contenir une éventuelle nouvelle crue.

### Climat

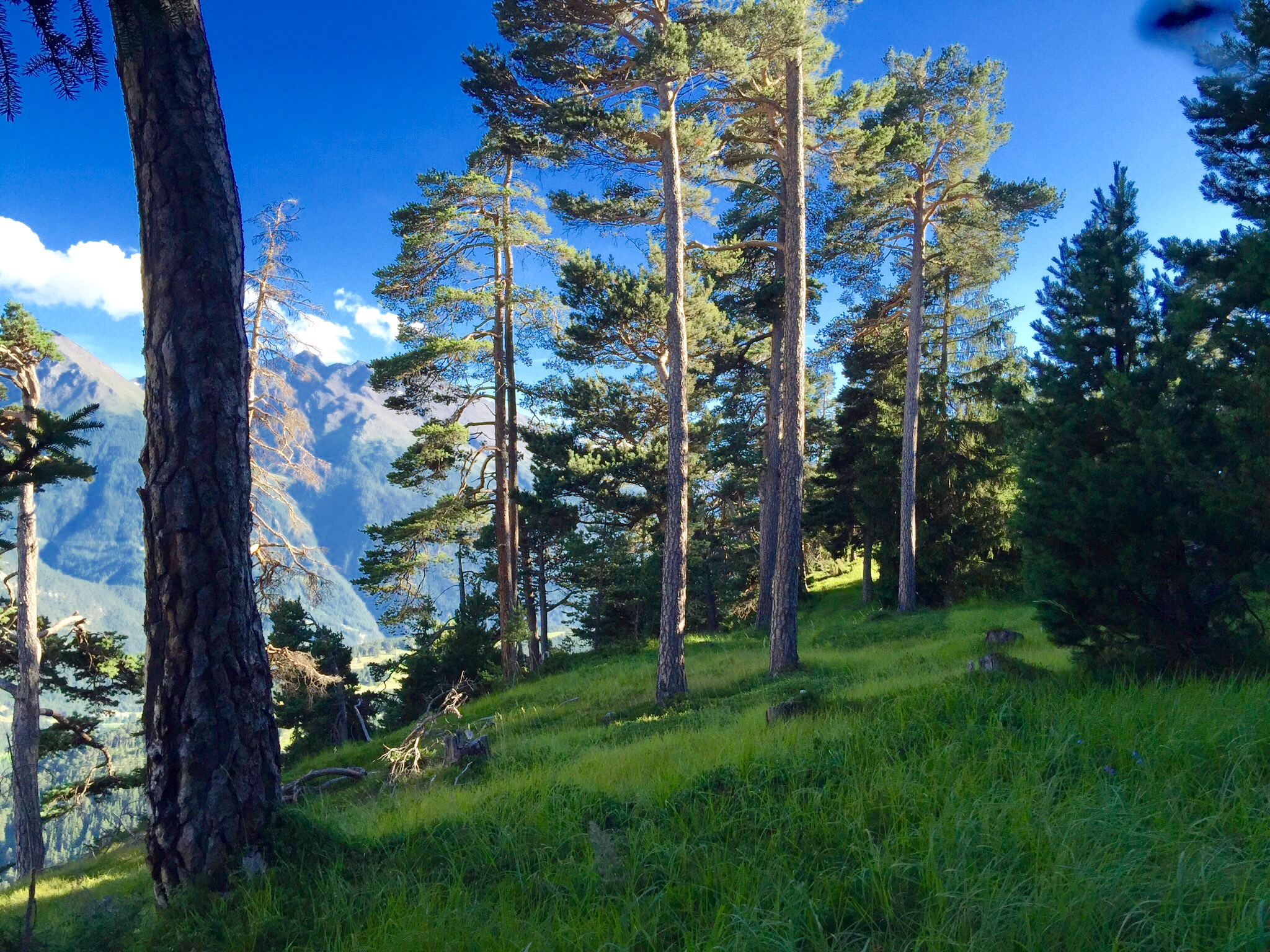
Site Natura 2000: Formations forestières et herbacées des Alpes internes, le climat particulier de la commune est propice aux espèces de conifères alpins

Les villages, et surtout les hameaux de Sollières l'Endroit et Sardières, situés sur l'adret, profitent d'une exposition privilégiée, avec un très fort ensoleillement, ce qui a donné la racine du nom de Sollières. Un effet de foehn constant grâce au vent de sud-est appelé « la lombarde », souffle depuis la frontière italienne, permettant ainsi de jouir d'un microclimat sec. En hiver, les retours d'est favorisent un enneigement conséquent et un climat très clément malgré son altitude.
Ce climat permet une production agricole, et notamment de fruits, à une altitude peu commune à cette latitude. Il n'est pas rare de voir cerisiers, pommiers et même abricotiers pousser dans les jardins. Ce phénomène climatique a encouragé les habitants à développer tout un système d'irrigation, grâce à de nombreux biefs mettant à profit l'ensoleillement et palliant les sécheresses estivales. On retrouve de très fortes similarités dans la gestion de l'agriculture et de l'irrigation en Valais.
L'axe nord-sud et l'ouverture du cône de déjection permet un long ensoleillement évitant ainsi les longues zones d'ombres provoquées par les hauts massifs environnants durant les mois d'hiver.
La commune est donc partagée entre un adret particulièrement sec et chaud et une zone humide et froide sur l'ubac, favorisant un biotope varié et fragile, principalement composé de prairies sèches et landes alpines boréales, faisant l'objet de plusieurs arrêtés de protection. On appelle communément cette région allant de Modane à Termignon, l'« îlot de sécheresse » de la Haute-Maurienne.

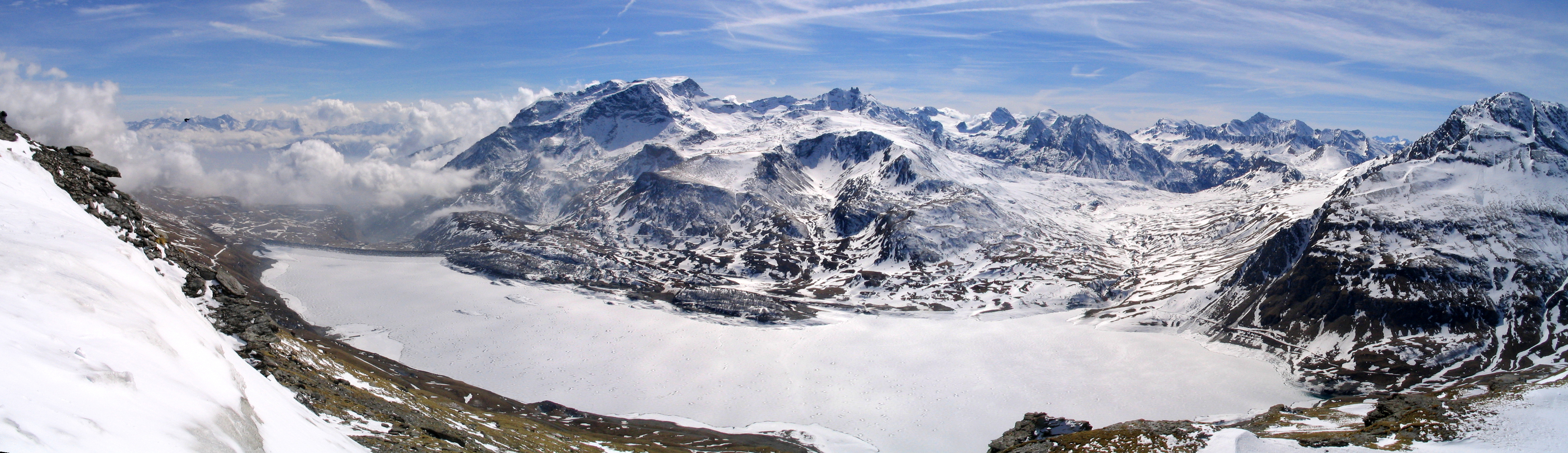
Le plateau du Mont-Cenis surplombant la commune participe au microclimat favorisant les retours d'est et un important effet de foehn.

### Voies de communication et transports

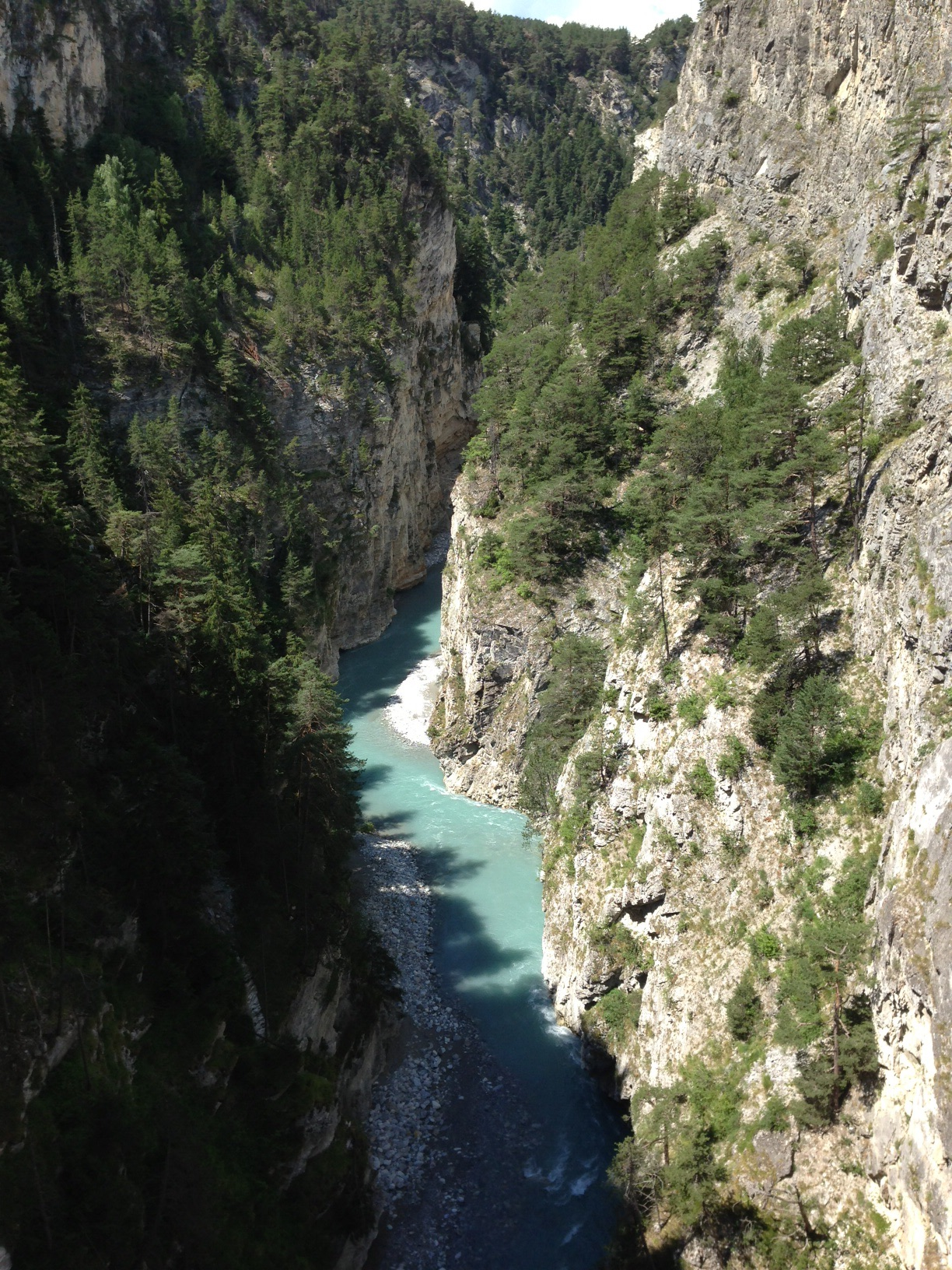
Les gorges de l'Esseillon, verrou de la Haute-Maurienne.

#### Voies routières
La commune est accessible par l'autoroute A43 reliant Lyon à l'Italie : sortir au Freney avant le tunnel du Fréjus ; emprunter ensuite la D 1006 (anciennement N 6) de Modane, et prendre la direction Haute-Maurienne-Vanoise (Lanslebourg) sur 18 km jusqu'à Sollières ; également par une route nationale : direction Turin / Maurienne, Saint-Jean-de-Maurienne et Modane, prendre alors direction Haute-Maurienne-Vanoise (Lanslebourg) sur 18 km.

#### Chemins et liaisons entre vallées
La position géographique retranchée au cœur la Haute-Maurienne fait que les habitants se sont pendant longtemps sentis plus proches des vallées voisines que du reste de la Maurienne.
Cet isolement est cependant renforcé par la présence, en aval, des gorges du Diable qui ont longtemps été un passage difficile et dangereux. Aussi les habitants de la Haute-Maurienne ont tout naturellement développé des voies de communication permettant de contourner ce verrou aux falaises abruptes.
Ainsi, on peut rejoindre la Tarentaise par sentier pédestre, en franchissant le col de la Vanoise, situé à 2 522 m d'altitude, en empruntant le Sentier de grande randonnée GR5 qui traverse toute la commune et rejoint Pralognan-la-Vanoise ou, tout simplement, par la route via le col de l'Iseran, le plus haut col carrossable des Alpes, et rejoindre Val-d'Isère, puis le reste de la Tarentaise jusqu'à Albertville.
On peut également rejoindre le Val d'Aoste, via le col du Petit-Saint-Bernard puis Martigny, dans le canton du Valais, via le tunnel ou le col du Grand-Saint-Bernard.
Par le col du Mont-Cenis (2 081 m), on atteint Suse (Italie), puis la capitale du Piémont, Turin à l'est.
Ainsi, cette localité blottie au cœur des Alpes peut facilement accéder aux pays voisins, suivant la praticabilité des cols, fermés l'hiver et une bonne partie du printemps et de l'automne.

Paysages des environs de la commune
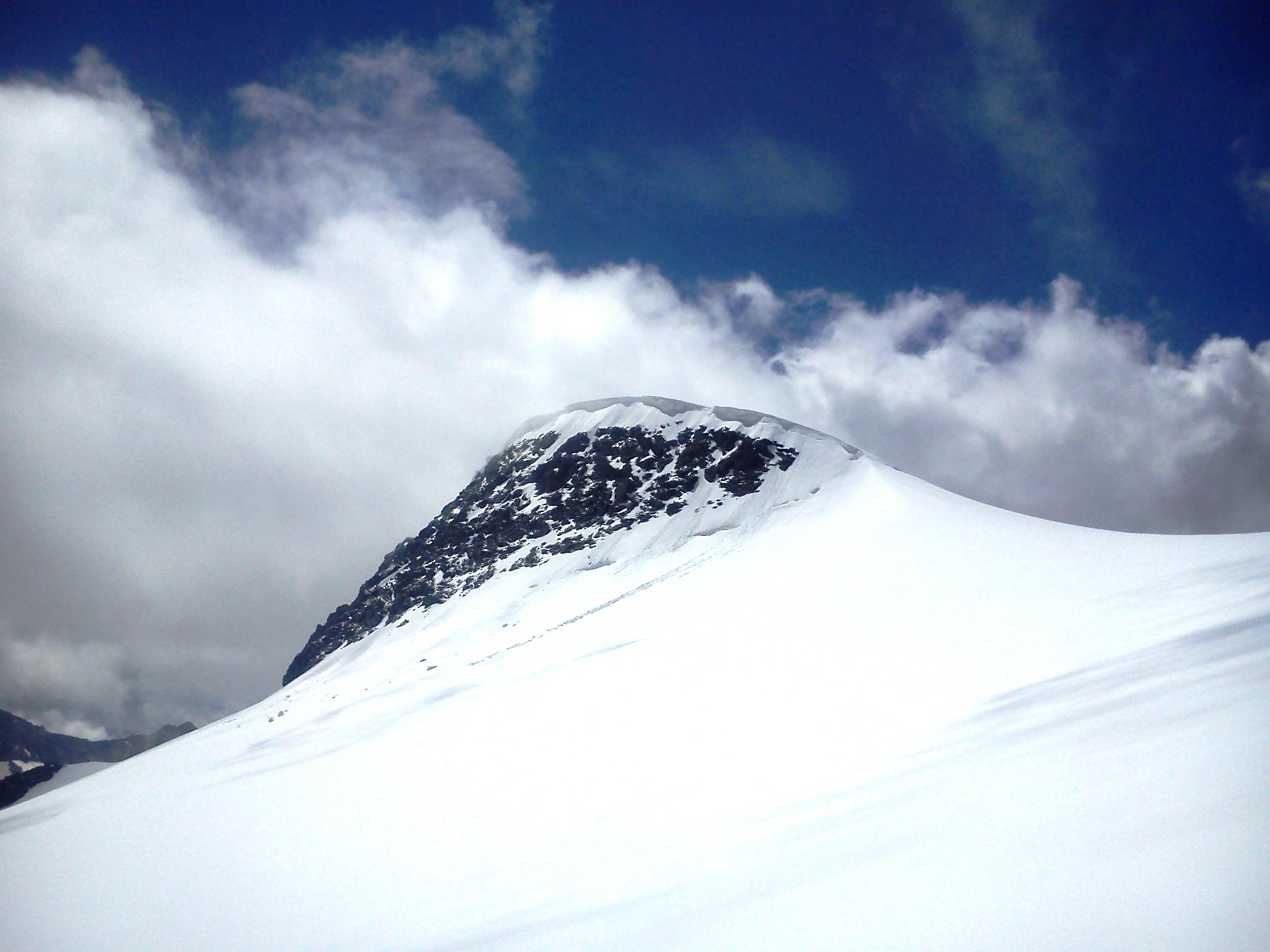
Le Dôme de l'Arpont point culminant des glaciers de la Vanoise.
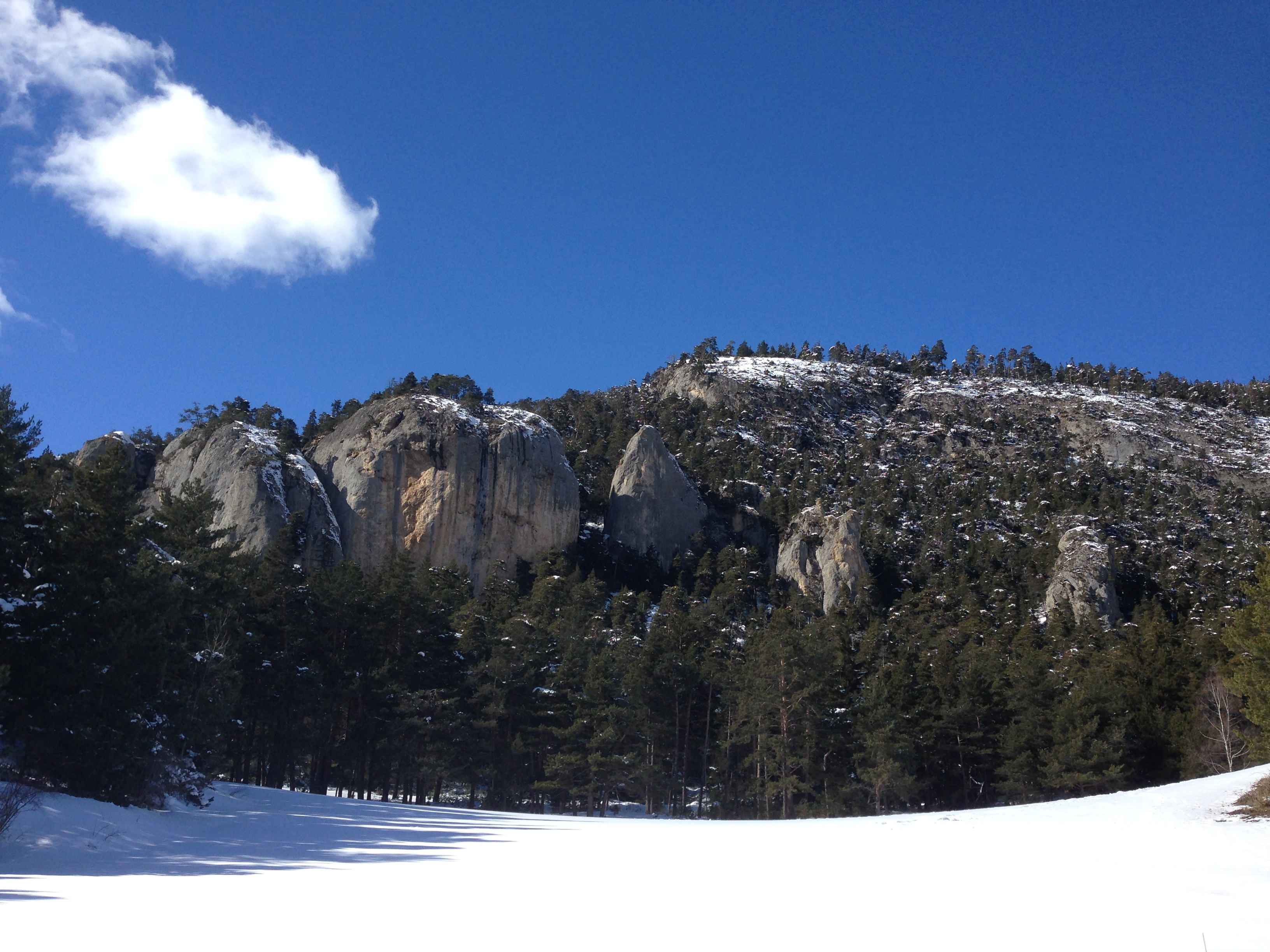
Les forêts sont parsemées de monolithes en dolomie, celui de Sardières est le plus connu.
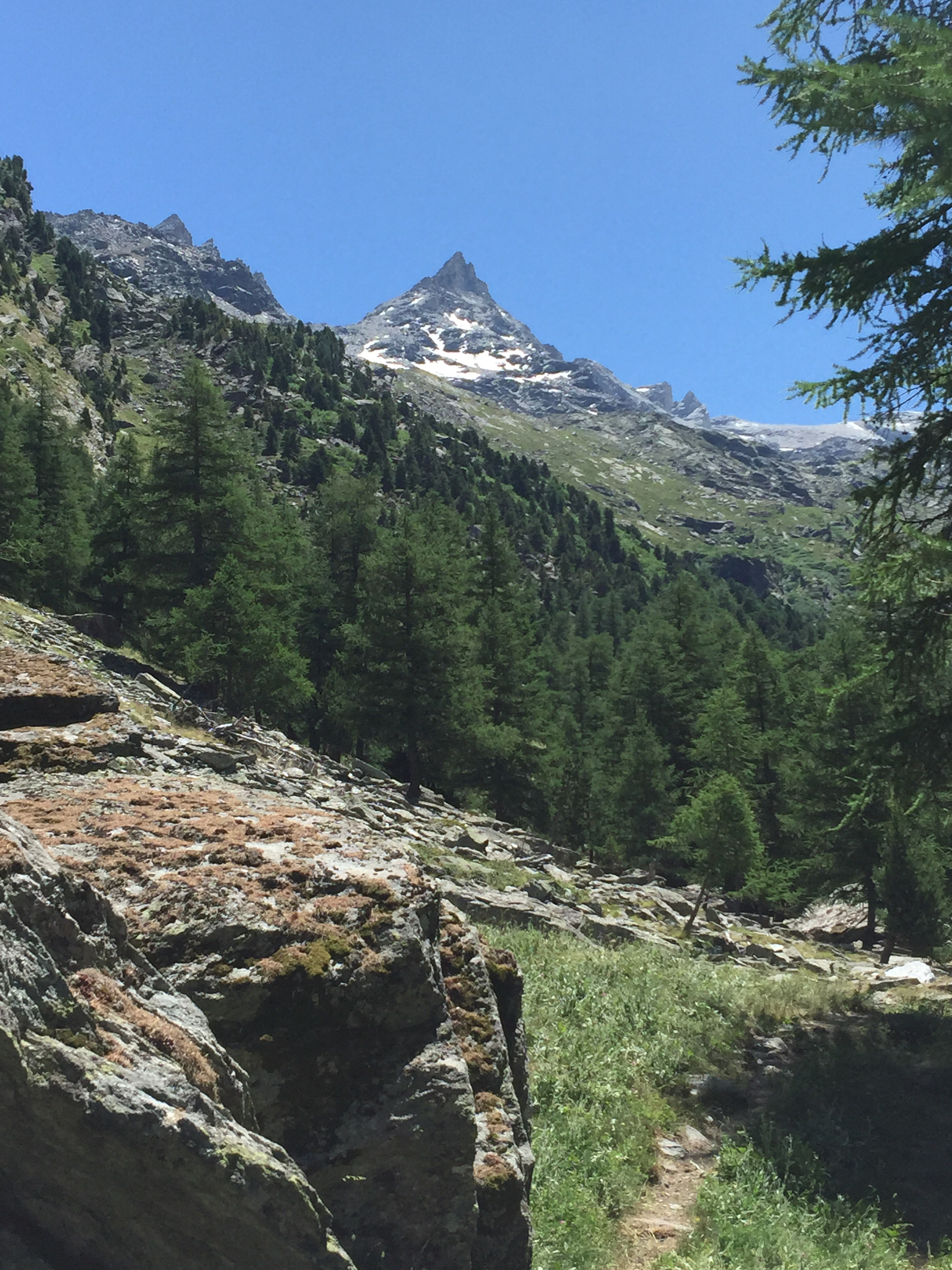
Les Dents d'Ambin font face à la Dent Parrachée.
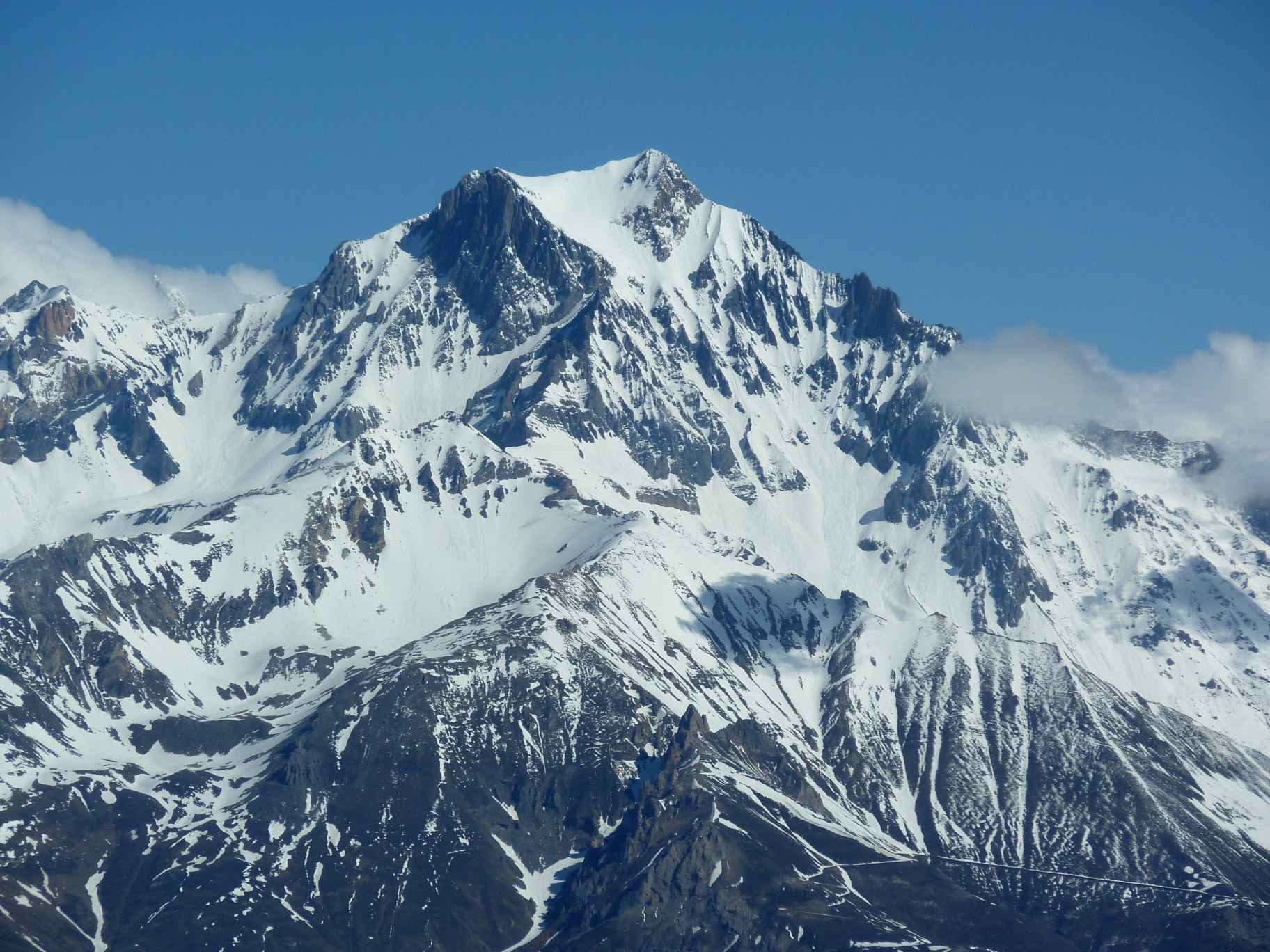
La dent Parrachée domine les villages de la commune.
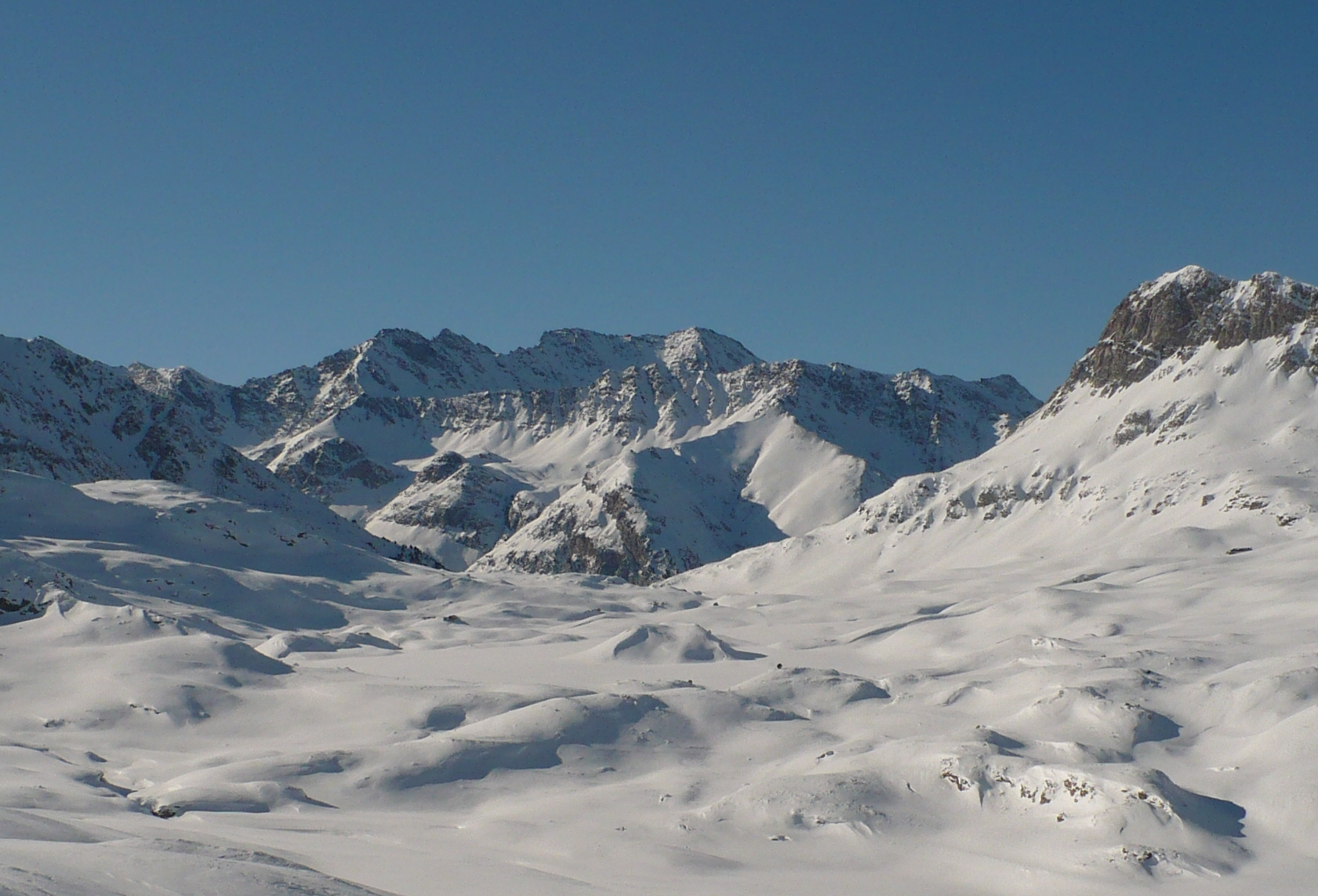
Le col du Petit Mont-Cenis.
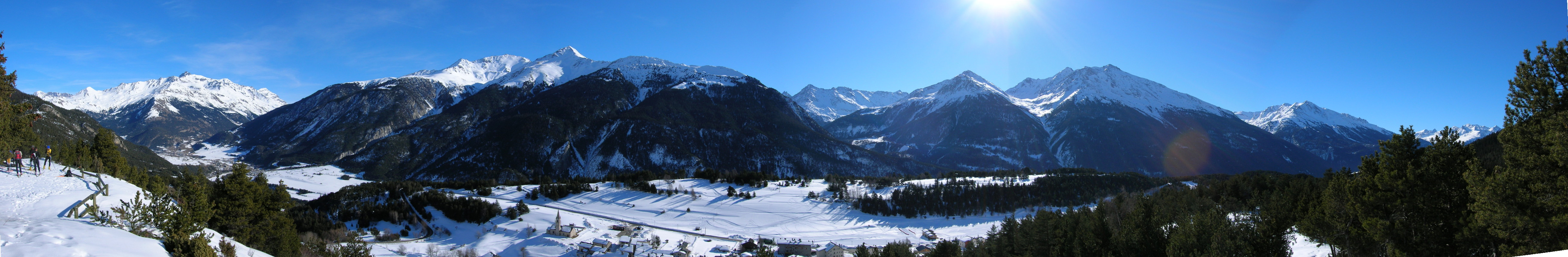
Vue sur le massif du Mont-Cenis, formant la barrière sud de la commune, le versant ubac a conservé une importante couverture sédimentaire.

#### Avion
(mai 2015).
- Aérodrome de Sollières-Sardières, principalement pour des vols touristiques et de cours trajets ;
- Aéroport Sandro-Pertini de Turin Caselle, le plus proche à 104 km soit 1 h 30 (par le col du Mont-Cenis)
- Aéroport de Lyon-Saint-Exupéry (à 2 h), possibilité de prendre le train à Modane ;
- Aéroport international de Genève (à 2 h) qui prend une grande importance avec l'explosion des compagnies low-cost implantées dans la cité de Calvin ;
- Aéroport de Chambéry - Savoie (à 1 h 15) ;
- Aéroport de Annecy - Meythet (à 1 h 45) ;
- Aéroport de Grenoble-Isère (à 2 h 10).

#### Train
- TGV quotidien entre Paris et Milan via Chambéry, descendre à Modane, puis taxi ou bus[14] jusqu'à Sollières ;
- TER sur les lignes Chambéry-Modane et Lyon-Modane.

#### Ski Bus
Le skibus de Haute-Maurienne est une ligne gratuite pour rejoindre les stations de Haute-Maurienne par la ligne Bramans - Bonneval-sur-Arc.

## Toponymie
Le toponyme de Sollières vient du latin Solarium (« lieu exposé au soleil, balcon, terrasse »), et désigne un endroit ensoleillé ou également une grange ou une cabane indépendante, voire un grenier ou un lieu où l'on expose le foin,,. Les différentes mentions de la commune sont Villa que vocatur ad Solarium, en 1019, dans le Petit cartulaire de l'abbaye d'Ainay, de Solleriis, en 1184, puis de Castro Sollerriarum, en 1505, puis Sollerie, en 1532,.
Sardières est un toponyme issu, sous la forme apocope, de Exartières ou Essartières, selon le chanoine Gros, désignant un terrain défriché, essarté, c'est-à-dire où les souches ont été arrachées à la houe, et qui a été mis en culture, du latin médiéval exartus, exertus, sartum, « terre défrichée et récemment mise en culture ». L'ancien village est mentionné en 1383, d'après Guichenon (p. 218), In loco Cerderiarum, puis Çardières, ou sa variante Cerdières, en 1570.
En francoprovençal, les communes se disent,  graphie de Conflans: Sôlère et Ardére.

## Histoire

### Préhistoire
Des archéologues ont montré que la grotte des Balmes avait accueilli des campements de −4 000 avant J.-C. jusqu'à la fin de l'âge du fer,.

### Moyen Âge
La bulle pontificale de Lucius III, de l'année 1184, confirme la juridiction épiscopale de Maurienne sur dix-sept paroisses dont Sollières.
Durant l'époque médiévale, la commune fait partie de la mestralie de Termignon.

### Révolution française et Empire
De nombreux vestiges de sémaphores subsistent sur les hauteurs de la Maurienne. Le télégraphe de Sollières-Sardières a pour sa part été entièrement restauré en 2012 dans le cadre du bicentenaire de l'invention de ce réseau de communication. Le relais est construit au Mollard-Fleury, sur l’ancienne commune de Sardières, à 2 004 m d’altitude.
En 1812, avant de partir pour sa désastreuse campagne de Russie, Napoléon fait transférer dans le plus grand secret le souverain pontife Pie VII à Fontainebleau. Celui-ci traversera la commune à plusieurs reprises lors de ces deux voyages en France.
En 1817, une puissante avalanche provenant du massif de la dent Parrachée détruit une grande partie de l'église du village qui est reconstruite avec les éléments qui ont été épargnés par l'écoulement. On retrouve certaines pièces datant du XVIe siècle, dont le bénitier monolithique de granit placé à l'entrée, dont on peut deviner la date approximative de 1525 est gravée sur une face. Elle est un exemple de l'art baroque en Haute-Maurienne, notamment au travers de retables et d'un tabernacle exceptionnels.

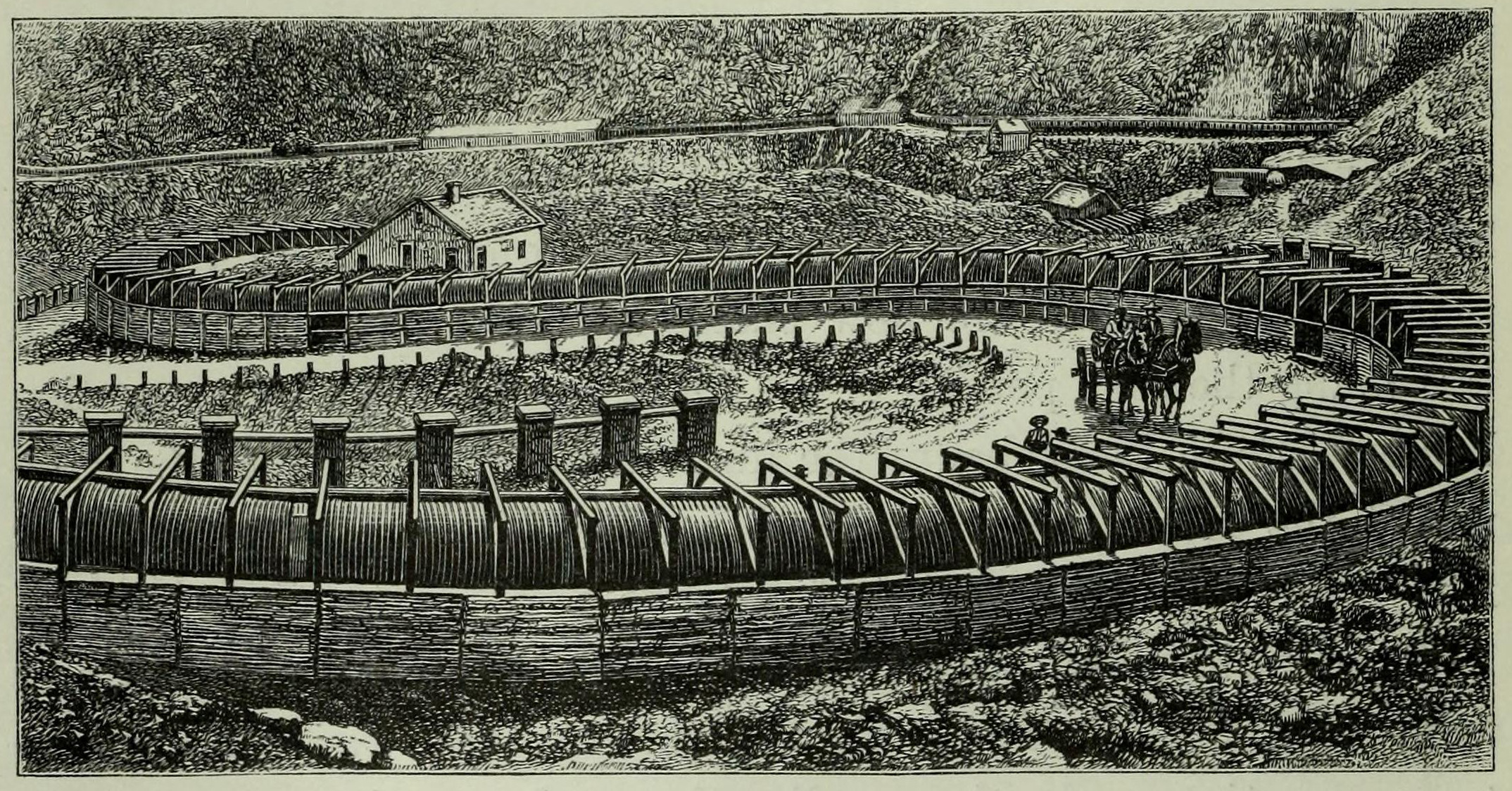
Locomotive à crémaillère Fell, montant le col du Mont-Cenis, le long de la route des diligences.

Le 5 mai 1859, les troupes du général Joseph Vinoy traversent en bon ordre la commune en direction du col du Mont-Cenis. Ses troupes se distinguent lors de la bataille de Magenta puis celle de Solférino.
À partir des années 1860 et la construction du tunnel ferroviaire du Fréjus, la population se retrouve encore plus isolée, de nombreux habitants ayant développé une activité économique dépendante de la fréquentation du Mont-Cenis.
En 1863, ce sont près de 40 000 voyageurs (20 000 dans chaque sens) qui traversaient annuellement la commune en direction du col, 32 000 par les Compagnies et 8 000 par leurs propres moyens.
Dans le même temps, la création du chemin de fer du Mont-Cenis ne fait qu'accélérer la détresse économique des habitants de la commune, la ligne ne faisant arrêt qu'à Bramans et Termignon. Un important exode commence alors, vidant les villages de leurs forces vives. Chaque village avait ses destinations et activités professionnelles propres, ainsi les Bessanais se spécialisaient dans la conduite de taxi parisiens, les habitants de Lanslebourg privilégiaient l'immigration vers l'Argentine, leurs voisins de Lanslevillard, eux, partaient vers le Canada. Quant aux habitants de Sollières, ils se tournaient vers des activités de services sur Genève.

### Époque contemporaine
À partir de 1860 et l'annexion de États de Savoie par la France du Second Empire, Sollières est devenue une commune frontalière perdant la jouissance pleine et entière de ses alpages sur le plateau du Mont-Cenis.  Délimitation complexe du fait du relief particulier de la région, située à la fois sur les hauteurs du plateau du Mont-Cenis, mais également en aplomb de la haute vallée de l'Arc et du vallon d'Ambin, la nouvelle frontière avec l'Italie offrait une position stratégique sur les deux principaux cols de la région pour les deux pays. Les tensions grandissantes ont favorisé le développement de nombreux systèmes de fortifications, faisant de cette localité un des points clefs de défense entre la ligne Maginot et le Mur alpin autour du Signal du Petit Mont-Cenis et de la pointe de Bellecombe.

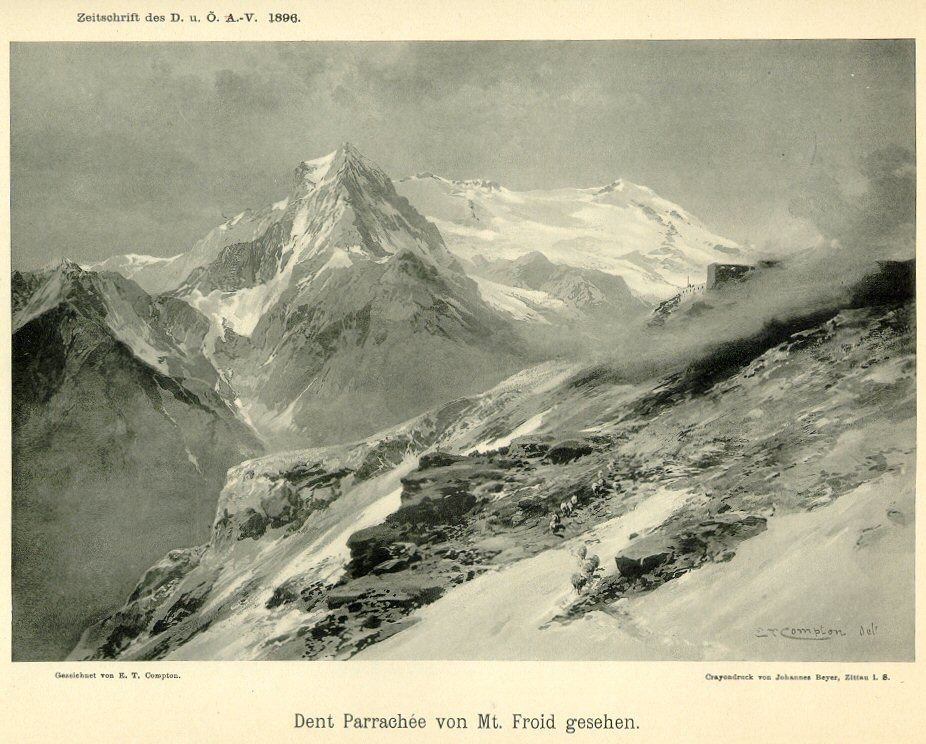
La dent Parrachée depuis le mont Froid, lieu de la bataille du même nom en 1945. Le traité de Paris (1947) voit le retour du plateau du Mont-Cenis en Haute-Maurienne.

Durant la Seconde Guerre mondiale, la partie supérieure de la vallée est annexée selon les dispositions de l'armistice du 24 juin 1940, signé à la villa Incisa, située dans la région de Rome. La France et le royaume d'Italie sont représentés, respectivement, par Charles Huntziger et le maréchal Pietro Badoglio. Par cet accord, la Haute-Maurienne (canton de Lanslebourg-Mont-Cenis), dont Sollières-Sardières ainsi que les communes d'Aussois et Avrieux, sont annexées au royaume d'Italie et leur administration transférée à Turin ; on impose même aux habitants d'échanger leur carte d'identité française contre des passeports italiens. Une ligne de démarcation, appelée « Ligne Verte », est instaurée et un laisser-passer est requis pour rejoindre le reste de la vallée en aval.
À la suite de l'occupation allemande, conséquence de la capitulation italienne, le 8 septembre 1943, les villages de la haute vallée de l'Arc subissent de nombreuses représailles et destructions de la part des occupants voulant punir les mouvements de résistance. La région est le théâtre de massacres, et les villages dont Lanslebourg et Bessans sont pillés et brûlés, aucune localité ne fut totalement épargnée. Un camp de concentration est même construit à Modane.

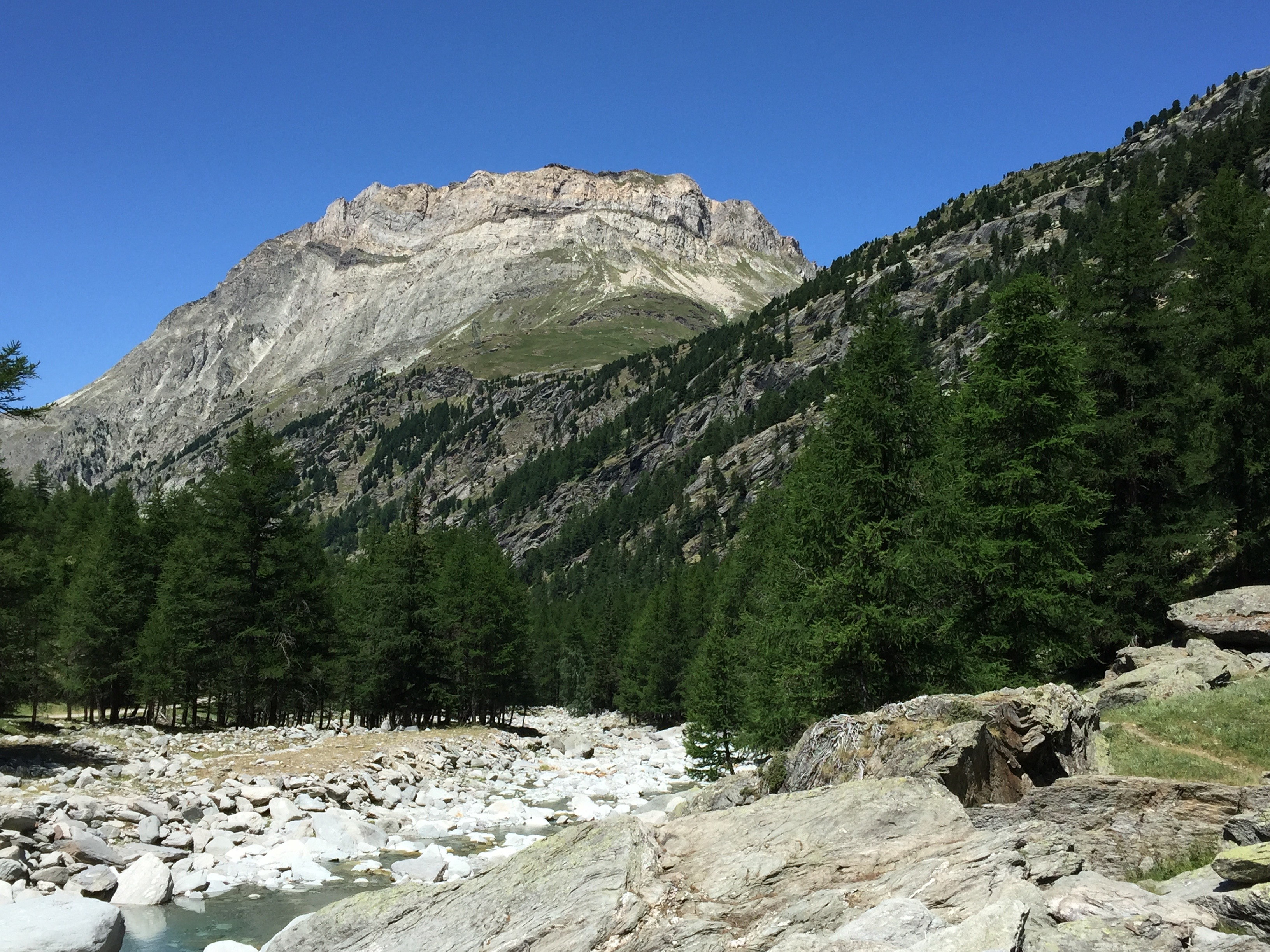
La frontière instaurée entre 1860 et 1947 suivant les crêtes dessinait une ligne de démarcation complexe offrant à l'Italie un belvédère sur la France, qui elle-même grâce à la pointe de Bellecombe, surplombait les troupes adverses.

La commune est connue pour l'âpre bataille livrée sur le mont Froid, à 2 819 mètres d'altitude, dans le massif du Mont-Cenis, opposant les chasseurs alpins aux forces allemandes, durant le mois d'avril 1945. Ces affrontements héroïques, livrés dans des conditions extrêmes, sont devenus l'un des symboles des combats pour la libération dans les Alpes.
Ainsi cette portion de la Maurienne est l'un des derniers territoires libérés de l'hexagone.
La superficie de la commune s'agrandit grâce au traité de Paris de 1947 et le nouveau tracé frontalier, englobant désormais le col et la combe du lac du Mont-Cenis, franchit ainsi la ligne du partage des eaux. La démarcation de 1947 est faite pour deux raisons. Dans un premier registre, en vertu des réparations de guerre de l'Italie envers la France, le rattachement de cette combe protège ainsi la vallée d'une éventuelle nouvelle invasion militaire. Dans un second registre, c'est la restitution de ces territoires séculiers aux communes savoyardes de Haute Maurienne, dont Sollières-Sardières. Le traité d'annexion de la Savoie de 1860, ayant fait passer ces alpages mauriennais de l'autre côté de la frontière nouvellement créée, les alpages restant toutefois propriété des hauts-mauriennais.

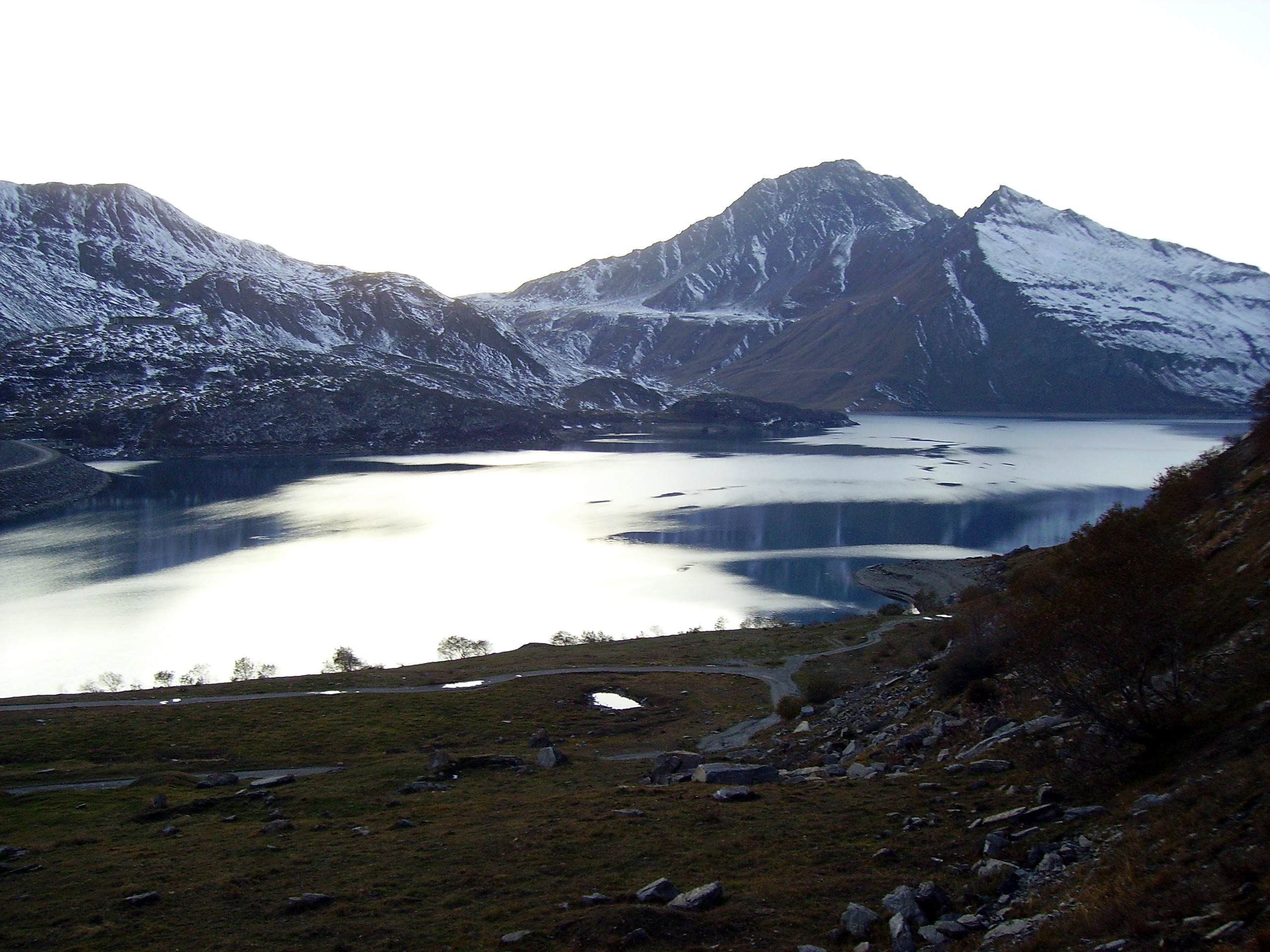
Face sud du Signal du Petit Mont-Cenis, culminant à 3162 mètres, réintégrée à la commune depuis 1947.

Cette situation a été à l'origine de nombreuses difficultés au quotidien pour les villageois de la région. Les habitants étant tributaires des flux économiques découlant de la fréquentation des cols du Mont-Cenis et de l'accès aux pâturages du plateau pour leurs troupeaux. La survie économique des villageois était suspendue aux aléas des relations politiques tendues entre les deux pays, l'Italie étant à la veille des deux guerres mondiales un allié des puissances centrales. En fonction des tensions politiques, les douaniers contrôlaient ou bloquaient le passage. Grâce à la rectification frontalière, la Maurienne retrouve finalement ses frontières historiques et s'affranchit d'une démarcation qu'elle n'avait jamais connue pour l'accès au plateau du Mont-Cenis.
Il en est de même dans la région, au mont Thabor, pour 47 km2 et au mont Chaberton, sur lequel l'armée italienne avait établi un complexe militaire, pour 17,1 km2 et, enfin, 3,22 km2 au col du Petit-Saint-Bernard, rectifiant ainsi une modification de frontière illégale effectuée par les Valdôtains à la suite d'une épidémie de peste.

## Politique et administration

### Situation administrative
Sollières-Sardières appartenait au canton de Modane, qui compte selon le redécoupage cantonal de 2014 vingt communes de Haute-Maurienne. Avant la réforme, la commune appartenait au canton de Lanslebourg-Mont-Cenis.
Elle est membre de la communauté de communes de Haute Maurienne-Vanoise (CCHMV), regroupant 7 communes.
Sollières-Sardières relève de l'arrondissement de Saint-Jean-de-Maurienne et de la troisième circonscription de la Savoie, dont la députée est Émilie Bonnivard (Les Républicains) depuis les élections de 2017.
Dans le cadre des réformes territoriales successives, la commune est en discussion pour fusionner avec ses voisines de Termignon, Lanslebourg et Lanslevillard, dans le but d'optimiser la gestion administrative, tout en préservant et renforçant une identité géographique et culturelle cohérente autour des territoires de la Vanoise et du Mont-Cenis.
Dans le même registre, la mairie a décidé d'apposer le nom de Val Cenis à la suite de la dénomination actuelle afin de conforter l'identité commune des territoires autour du massif du Mont-Cenis et regrouper ainsi sous une même terminologie l'ensemble des communes du Mont-Cenis, leurs territoires et leur offre touristique.

### Liste des maires
| Période                                  | Période       | Identité           | Étiquette | Qualité |
| ---------------------------------------- | ------------- | ------------------ | --------- | ------- |
| Les données manquantes sont à compléter. |               |                    |           |         |
| avant 2002                               | mars 2014     | Apollon Mestrallet | SE        |         |
| mars 2014                                | décembre 2016 | Jean-Louis Bougon  | SE        |         |

### Liste des maires délégués
| Période      | Période  | Identité          | Étiquette | Qualité |
| ------------ | -------- | ----------------- | --------- | ------- |
| janvier 2017 | En cours | Jean-Louis Bougon |           |         |

## Population et société

### Démographie
Ses habitants sont appelés les Solliérains.
L'évolution du nombre d'habitants est connue à travers les recensements de la population effectués dans la commune depuis 1793. Pour les communes de moins de 10 000 habitants, une enquête de recensement portant sur toute la population est réalisée tous les cinq ans, les populations de référence des années intermédiaires étant quant à elles estimées par interpolation ou extrapolation. Pour la commune, le premier recensement exhaustif entrant dans le cadre du nouveau dispositif a été réalisé en 2006.

En 2014, la commune comptait 188 habitants, en évolution de −3,09 % par rapport à 2008 (Savoie : +3,63 %, France hors Mayotte : +2,11 %).
| 1793 | 1800 | 1806 | 1822 | 1838 | 1848 | 1858 | 1861 | 1866 |
| ---- | ---- | ---- | ---- | ---- | ---- | ---- | ---- | ---- |
| 360  | 450  | 437  | 502  | 642  | 725  | 650  | 689  | 617  |

| 1872 | 1876 | 1881 | 1886 | 1891 | 1896 | 1901 | 1906 | 1911 |
| ---- | ---- | ---- | ---- | ---- | ---- | ---- | ---- | ---- |
| 605  | 612  | 602  | 662  | 594  | 548  | 529  | 457  | 390  |

| 1921 | 1926 | 1931 | 1936 | 1946 | 1954 | 1962 | 1968 | 1975 |
| ---- | ---- | ---- | ---- | ---- | ---- | ---- | ---- | ---- |
| 323  | 272  | 244  | 229  | 209  | 164  | 146  | 137  | 136  |

| 1982 | 1990 | 1999 | 2006 | 2011 | 2014 | - | - | - |
| ---- | ---- | ---- | ---- | ---- | ---- | - | - | - |
| 142  | 171  | 162  | 189  | 188  | 188  | - | - | - |

### Enseignement
Sollières-Sardières est située dans l'académie de Grenoble.
En 2015, elle administre une école élémentaire regroupant 19 élèves.
Le collège de rattachement est le Collège La Vanoise, situé à Modane.

### Médias

#### Radios et télévisions
La commune est couverte par des antennes locales de radios dont France Bleu Pays de Savoie… Enfin, la chaîne de télévision locale TV8 Mont-Blanc diffuse des émissions sur les pays de Savoie. Régulièrement, l'émission La Place du village expose la vie locale. France 3 et sa station régionale France 3 Alpes peuvent parfois relater les faits de vie de la commune.

#### Presse et magazines
La presse écrite locale est représentée par des titres comme Le Dauphiné libéré, les hebdomadaires, l'Essor savoyard et la Vie Nouvelle sont aussi diffusés.

### Manifestations culturelles et festivités
La course internationale de chien de traîneaux, la Grande Odyssée Savoie-Mont-Blanc, réputée comme étant comme la plus difficile au monde par la topographie des montagnes, traverse la commune en plusieurs endroits lors des différentes étapes. Cette compétition réunit chaque année 20 des meilleurs mushers mondiaux.

### Sports
Le sport est mis en avant, grâce à son domaine de skiable (principalement  sur le plateau de Sardières), à son site d'escalade (notamment sur le monolithe de Sardières de 93 m de hauteur à Sardières), à son parcours de pêche No Kill, sur l'Arc, pour les amateurs de pêche sportive en montagne, ainsi que la pratique du rafting sur l'Arc.
Un aérodrome permet les vols alpins.

## Économie
Essentiellement tournée vers le tourisme depuis la fin du XXe siècle, la commune dispose néanmoins d'une carrière en activité, exploitant des roches métamorphiques ornementales de qualité, telle la serpentine, mais surtout des porphyres schisteux. La nouvelle fontaine, trônant au centre du village de Sollières-l'Endroit en est issue. Toutefois ces exploitations restent exceptionnelles du fait de la réglementation environnementale stricte imposée par le parc national.
La commune fait partie de la région de production du Beaufort ainsi que du bleu de Termignon, permettant aux agriculteurs de ces alpages de produire un lait à forte valeur ajoutée. Aussi l'élevage de tarines, chèvres et brebis, représente une part importante dans l'économie locale. Il existe toujours des fermes traditionnelles en activité au sein des hameaux.
L'agriculture traditionnelle montagnarde (fourragère, céréalière et vivrière) est encore un des moteurs de l'économie locale, les petits plateaux et combes disposant de biefs, les versants en pente douce et bien exposés au soleil y sont propices.

### Tourisme

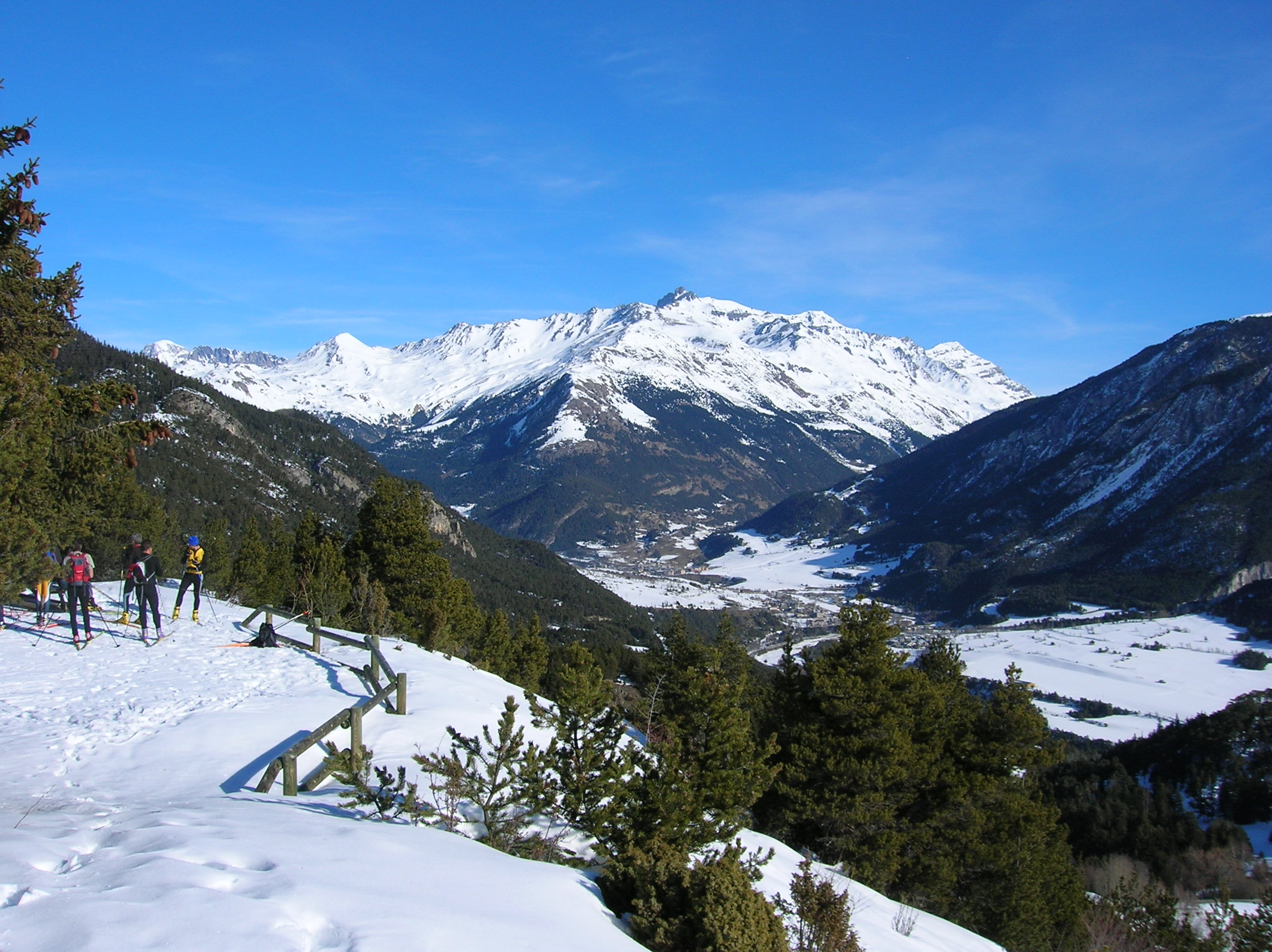
Domaine nordique du Monolithe de Sardières. Vue sur les villages de Sollières-l'Endroit et Envers, dominés par le Grand roc Noir culminant à 3582 m.

Aujourd'hui, la commune de par sa localisation, entourée par de hautes montagnes, glaciers et lacs d'altitude, se tourne vers le tourisme.
Les paysages typiques de la haute Maurienne, au travers de ces sentiers de randonnée, dont les GR5 et GR5E reliant la Haute-Maurienne à la Haute-Tarentaise, ainsi que le chemin du petit bonheur, le tout au cœur du parc national de la Vanoise, et de son aire optimale d'adhésion, sont mis en avant.
La commune est traversée par l'itinéraire touristique de la route des Grandes Alpes, allant de Thonon-les-Bains à Nice, et possède également un lac et un camping.
Situés entre plusieurs stations de sports d'hiver de Haute-Maurienne et jouissant d'un fort ensoleillement, les villages s'orientent de plus en plus vers l'accueil des touristes, notamment au travers de chambres d'hôtes, mettant en avant le caractère authentique et préservé de la région.
En 2014, la capacité d'accueil de la station, estimée par l'organisme Savoie Mont Blanc, est de 1 408 lits touristiques, répartis dans 144 établissements. Les hébergements se répartissent comme suit : 38 meublés ; deux établissements d'hôtellerie de plein air ; 5 centres ou villages de vacances.
Depuis plusieurs années, la commune a intégré l’Office du tourisme intercommunal (OTI), comprenant la plupart des communes de la « communauté de communes de Haute-Maurienne-Vanoise ».

## Culture locale et patrimoine

### Lieux et monuments

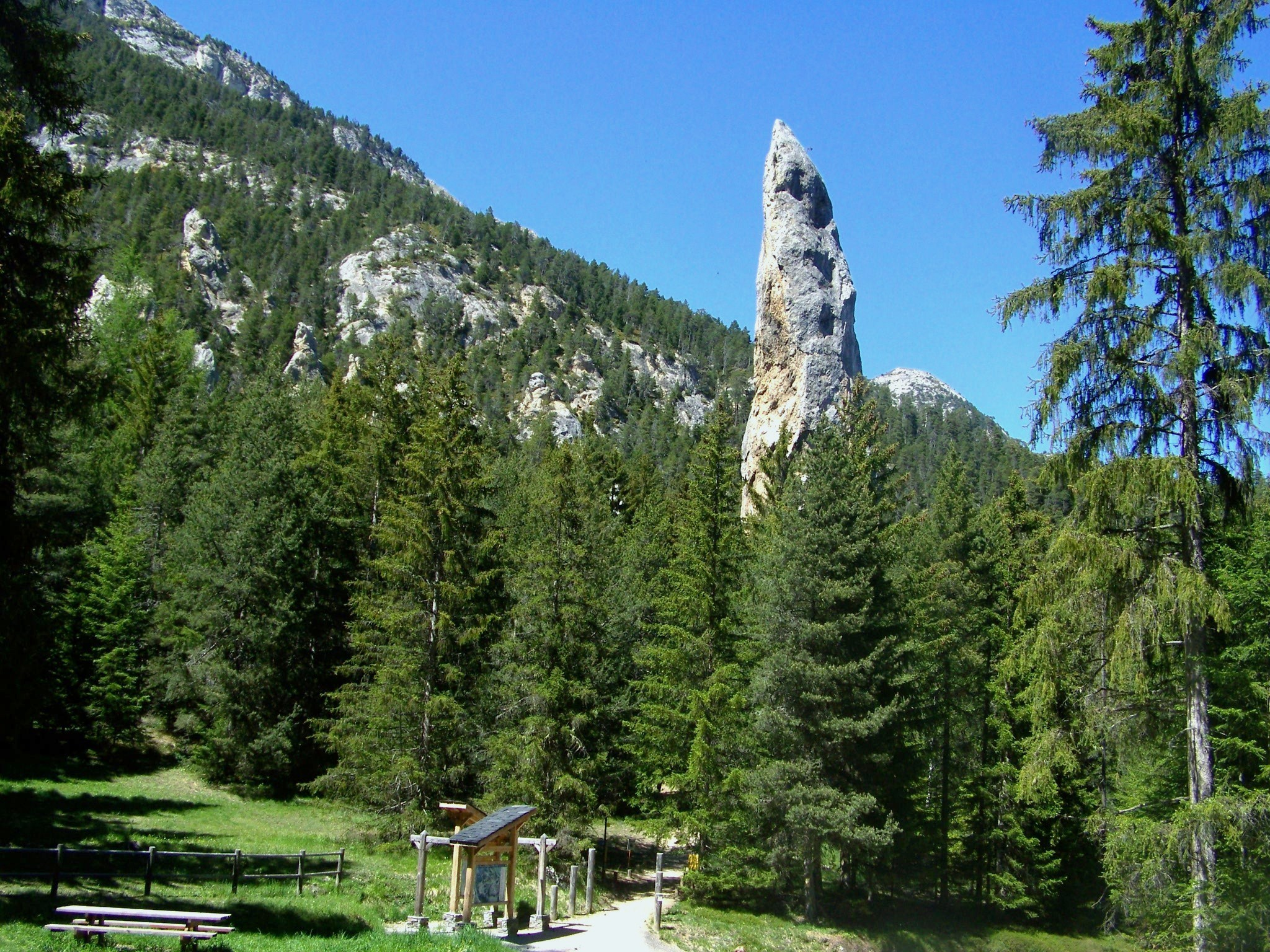
Le monolithe de Sardières culminant à presque 100 mètres de hauteur.

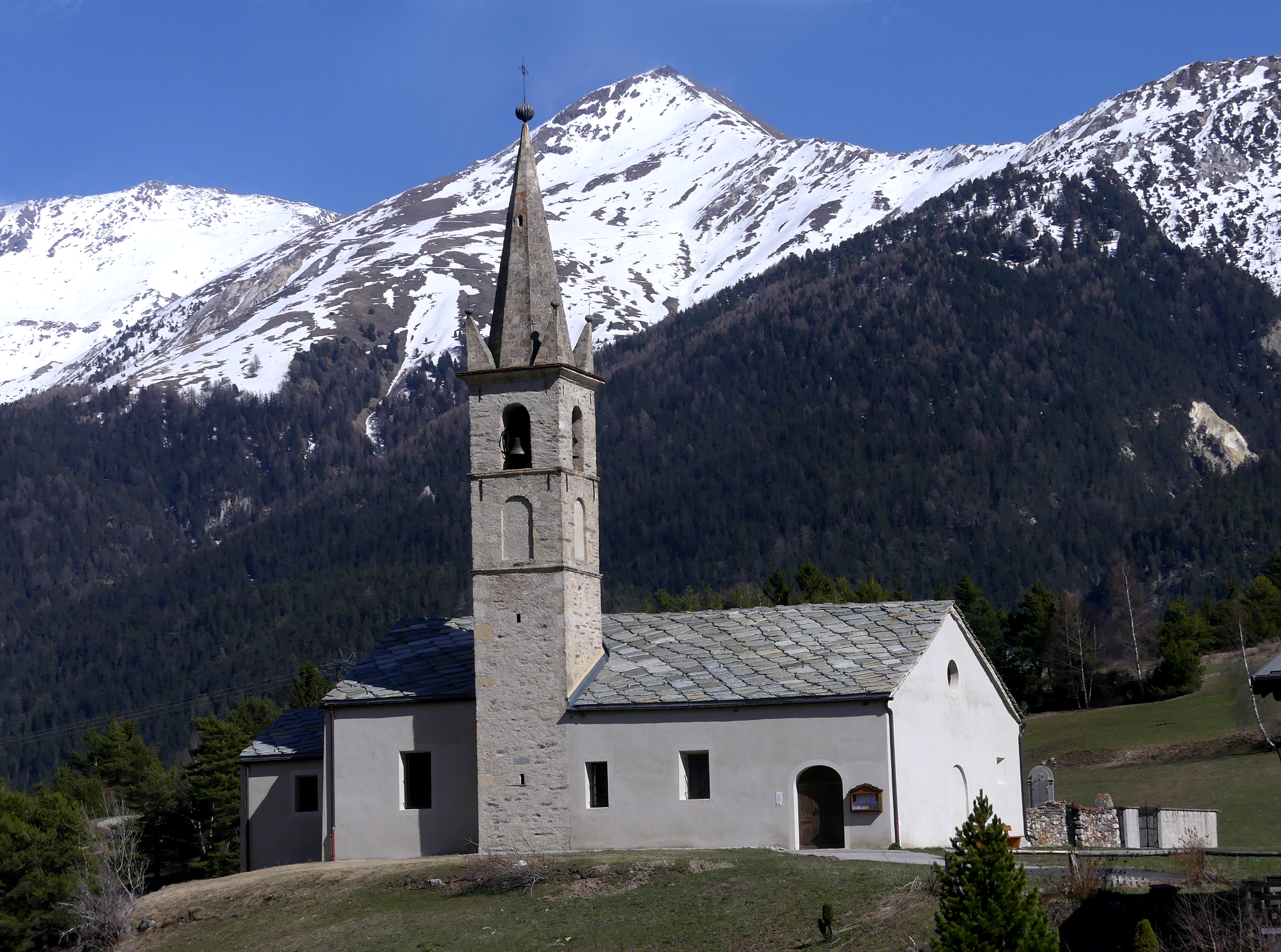
Église Saint-Laurent de Sardières.

La commune compte un monument répertorié à l'inventaire des monuments historiques et aucun lieu n'est répertorié à l'inventaire général du patrimoine culturel. Par ailleurs, elle compte vingt objets répertoriés à l'inventaire des monuments historiques mais aucun n'est répertorié à l'inventaire général du patrimoine culturel.
- l'église Saint-Laurent de Sardières[55], ancienne chapelle devenue église en 1627, sur le chemin du baroque[56] ;
- l'église Saint-Étienne de Sollières, reconstruite probablement au XVIIe siècle[57],[58] ;
- le monolithe de Sardières, imposant bloc de cargneule de 93 mètres de haut, très prisé pour l’escalade (coté niveau 6), situé dans les limites intérieures du parc national de la Vanoise[59] ; c'est en ce lieu que la cérémonie d'ouverture du parc National de la Vanoise s'est déroulée, le 26 juin 1965[60] ;
- le Rocher, dit des Balmes et grotte des Balmes  Inscrit MH (1978)[61] ;
- le relais du télégraphe Chappe, au site du Mollard-Fleury[62], reconstruit en 2012 ;
- le Musée archéologique de Sollières-Sardière[63] ;
- l'aérodrome de Sollières-Sardières ;
- le parc de la Vanoise ;
- la pointe de Bellecombe, abrupte falaise de quartzite délimitant la façade ouest du plateau du mont-Cenis, bénéficiant d'un panorama sur les différents vallons et sommets du val d'Ambin et leurs nombreux glaciers, dont ceux de Sommeiller, Bard, Savine, Aiguilles ou Ferrand.

### Patrimoine architectural et culturel
Le territoire possède des églises baroques faisant référence. Ces lieux de culte font partie du patrimoine de l'art baroque savoyard. Nombre de ces chapelles sont des fleurons classés.
La grotte de la Balme, dont les fouilles archéologiques attestent une occupation humaine dès 4000 avant Jésus-Christ a été découverte sur la commune. 
Les éléments qui y ont été découverts permettent de comprendre le mode de vie des hommes à cette époque reculée.
Un musée lui est consacré dans le hameau de l'Envers et expose les différents vestiges découverts.
Reconstruit en 2012, le relais du télégraphe Chappe occupe le  site du Mollard-Fleury. Il permet de redécouvrir le fonctionnement de ce système de télécommunication créé à la fin du XIXe siècle.

### Patrimoine naturel

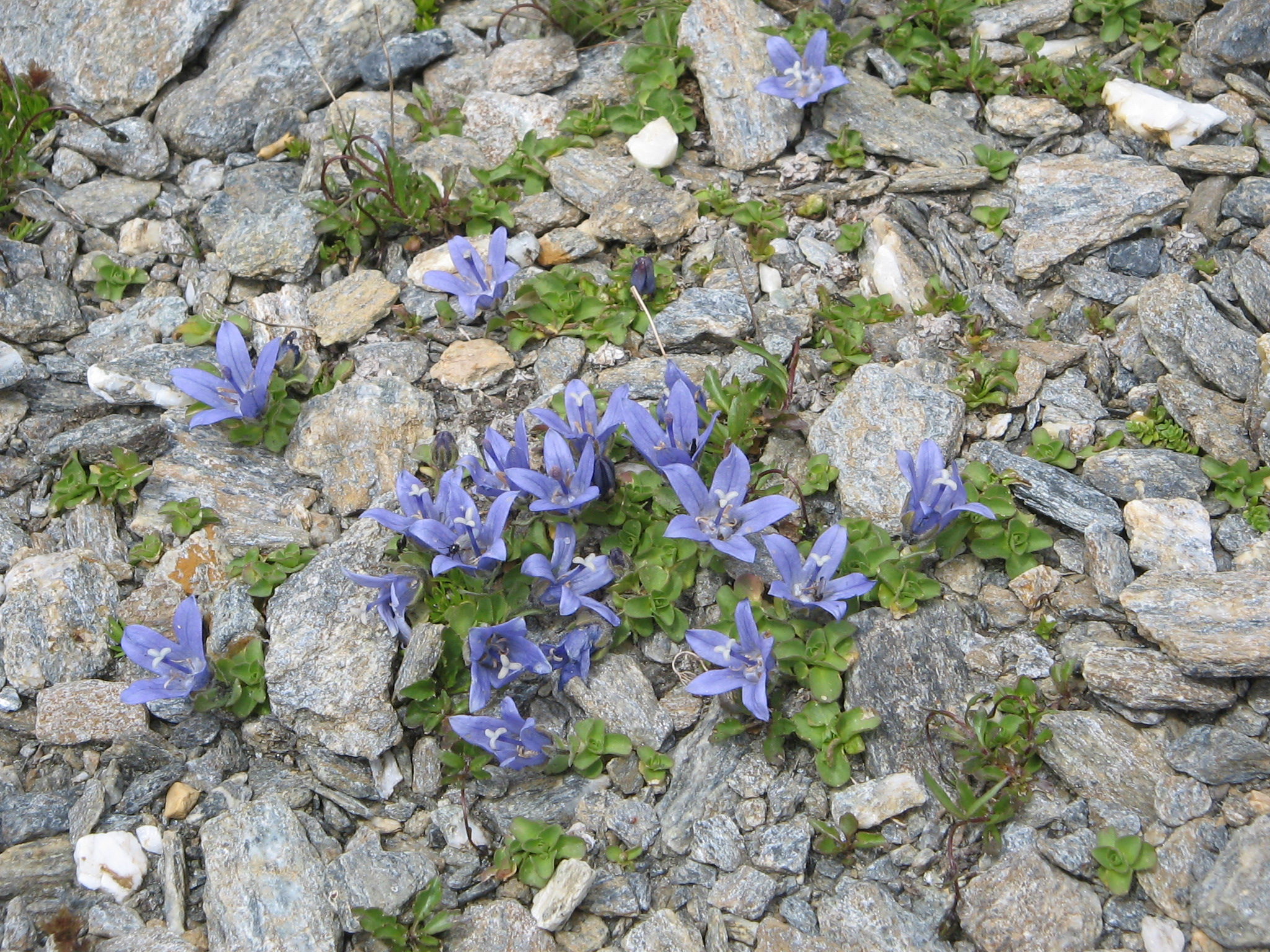
Campanule du Mont-Cenis : la flore rare et unique de la région est une des spécificités de la commune.

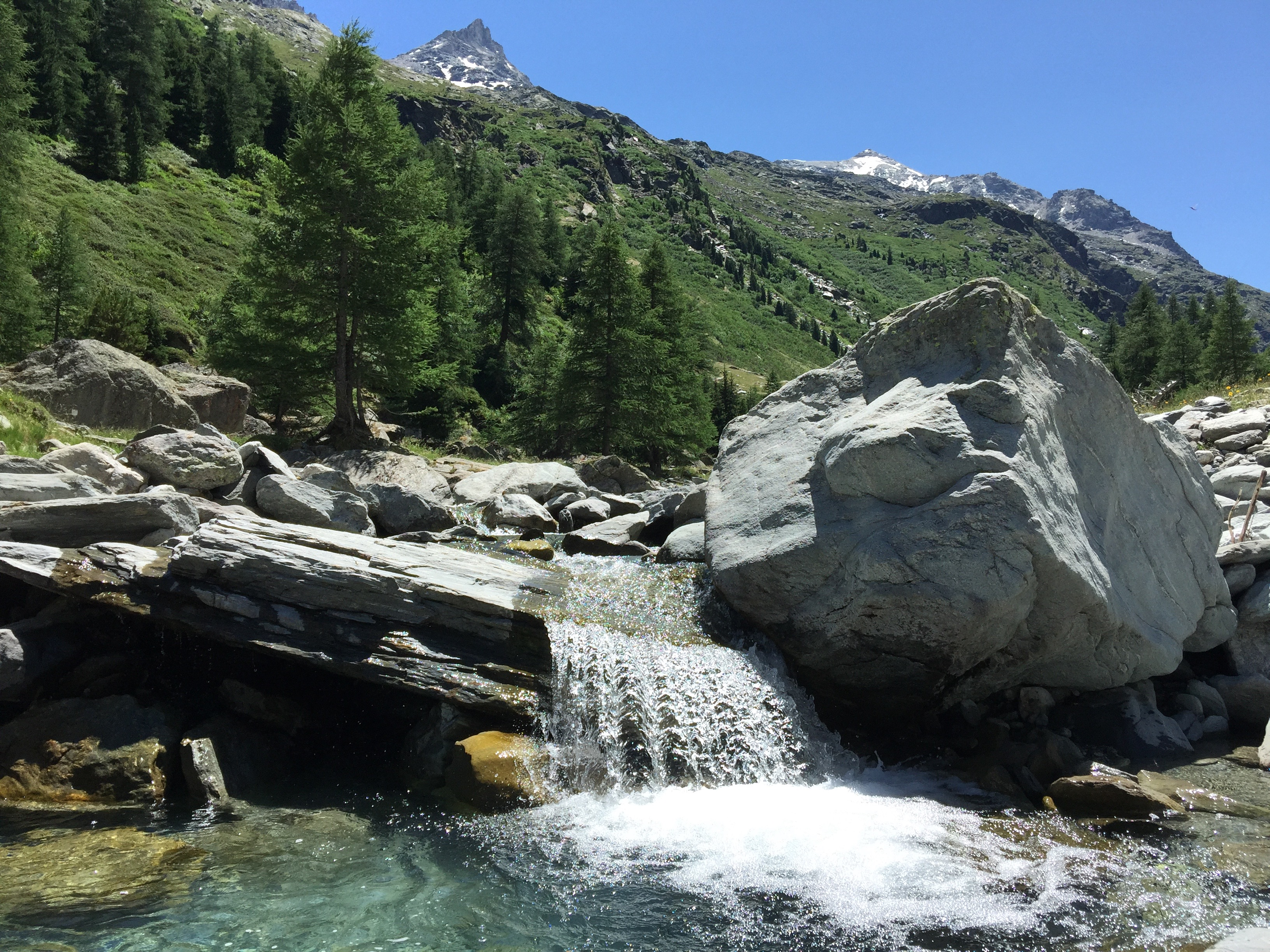
L'ensemble du massif du Mont-Cenis a gardé son caractère intact et sauvage grâce aux nombreuses mesures de protection environnementale.

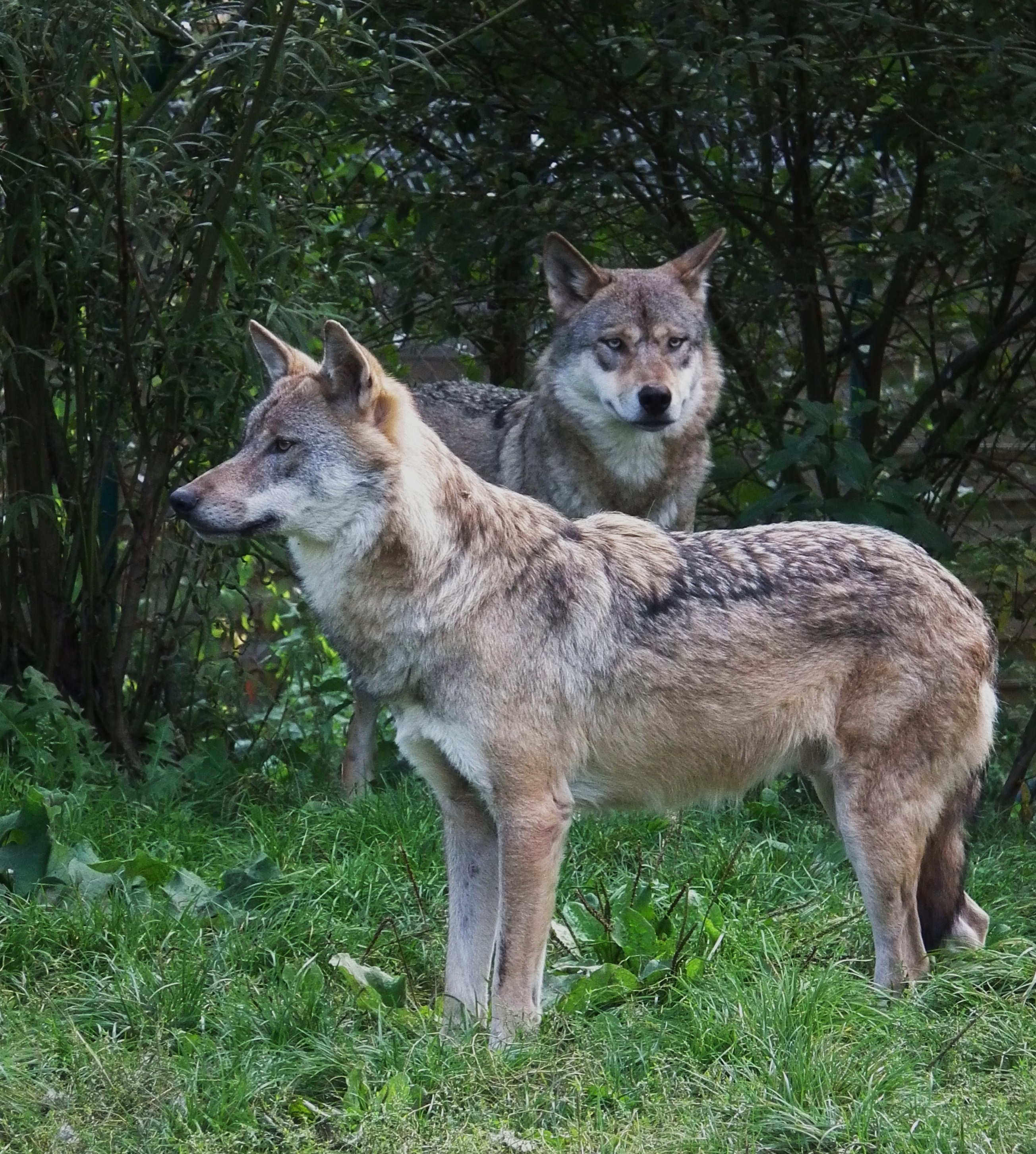
Le loup est de retour de manière permanente sur la commune, pour le plaisir des amoureux de la nature mais également la méfiance des éleveurs.

La commune est un lieu de rencontre pour de nombreux botanistes et passionnés de faune de montagne.
Cette richesse est sanctuarisée au sein du premier parc national français, dont la cérémonie officielle d'inauguration s'est déroulée sur la commune.
Les forêts environnantes sont, quant à elles, protégées dans le cadre du projet de préservation Natura 2000. Elles comportent entre autres essences; mélèzes, pins à crochets, et pins cembros appelés localement Arve ou Arolle. Ce résineux des Alpes par excellence est très présent sur le territoire. Son essence permet de perpétuer la tradition locale de sculpture sur bois, très prisés par les touristes à la recherche d'artisanat local.
La diversité des sols, l'amplitude climatique offerte grâce aux effets de foehn et l'altitude élevée des pelouses alpines protégées de l'adret sont autant de conditions permettant le développement d'une flore rare, comme la bruyère des Alpes, qui fleurit depuis le monolithe jusqu'à Lanslebourg, et, parfois même, unique en France telle que la violier du Valais. Cette diversité conduit les botanistes à baptiser certaines espèces en référence à l'un des massifs de la Haute-Maurienne.
Outre la Campanule du Mont-Cenis ou la pensée du Mont-Cenis, il existe une plante rarissime, la laîche des glaciers (Carex glacialis), présente exclusivement dans les régions boréales mais qui subsiste sur les hauteurs de Sollières et Lanslebourg. Découverte en 2004, elle suscite l'intérêt de la communauté scientifique et de nombreuses voix s'élèvent pour protéger ce site contre tout projet susceptible de mettre en péril son fragile habitat.
La commune accueille un cortège d’espèces végétales et animales (lièvre variable par exemple) réfugiées dans les Alpes après la dernière grande glaciation, il y a 12 000 ans. Elles sont les témoins d’un véritable milieu polaire en miniature, blotti dans les Alpes du Nord. Ces vestiges vivants sont précieux et protégés.
Pas moins d’une douzaine d’espèces végétales, protégées par la loi française, est déjà inventoriée.
Le parc national de la Vanoise est un le pôle d'attractivité majeur de la commune. Il offre aux amoureux de la nature la possibilité de voir, dans leur habitat naturel, des espèces animales de montagne qui avaient totalement disparues et qui ont été réintroduites avec succès grâce à la protection offerte par le pionnier des parcs nationaux de France. Ainsi le gypaète barbu, le plus grand oiseau des Alpes, survole de nouveau le ciel de la commune.
Lynx, aigles royaux, bouquetins et chamois sont autant d'espèces endémiques qui peuplent la commune et s'offrent à la vue des randonneurs.

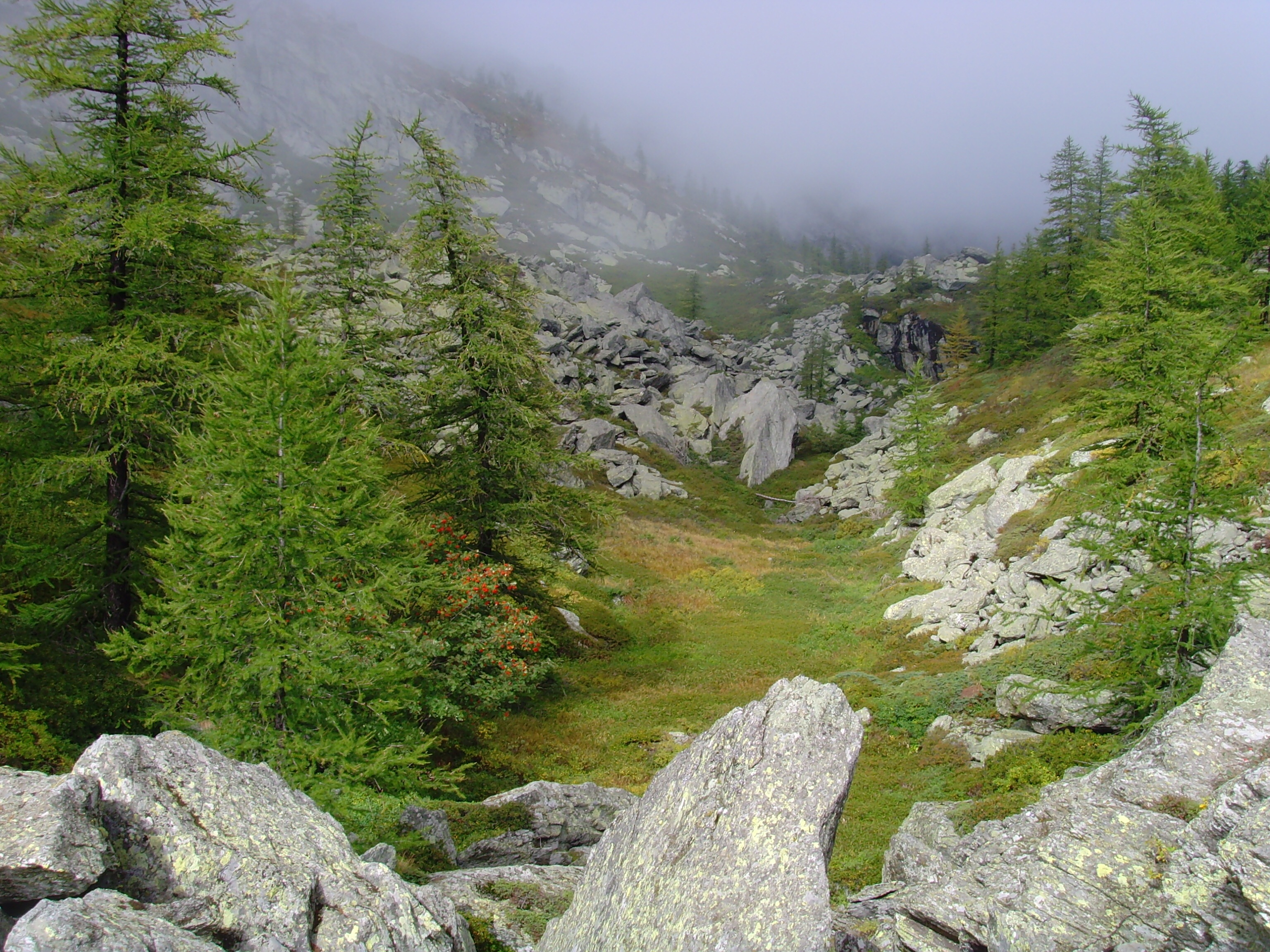
Forêt et tourbières siliceuses du Roterel sur le plateau de Mont-Cenis, classé en Znieff et arrêté de Biotope en 1991.

Le loup fait son retour à Sollières en 2003 et des meutes s'y sont installées de manière permanente, forçant les bergers à adopter de nouvelles techniques de gardiennage des troupeaux, avec l'apparition du Patou, qui contrairement aux chiens de berger, n'est pas utilisé pour la conduite du troupeau, mais exclusivement sa protection contre tout éventuel intrus.
La commune compte également, sur son territoire, de nombreuses zones naturelles d'intérêt écologique, faunistique et floristique (ZNIEFF) :
- adrets de la Maurienne (820031698) ;
- forêts de résineux de l’ubac de la Haute Maurienne (820031513) ;
- massif de la Vanoise (820031327) ;
- massif du Mont-Cenis (820031688) ;
- pinèdes autour du monolithe de Sardières (820031317) ;
- plateau du Mont-Cenis (820031720).

### Personnalités liées à la commune
- Charles Mestrallet, né à Sollières-Sardières, mort à Craponne (Rhône) dont il a été maire en 1923 ;
- Jacques Roche, peintre de mystères (painctre) du XVIe siècle, fils de Pierre Davrieux dit Roche[57],[72].